# Zabytki Proszowic
Zabytki w Proszowicach - artykuł zawiera listę zabytków w Proszowicach.

## Układ urbanistyczny
Nr rej. zabytków A-437 z 11 XI 1976.
Średniowieczny układ przestrzenny Proszowic jest wynikiem lokacji miasta w 1358 roku. Na jego nieregularność w blokach przyrynkowych decydująco wpłynęło ukształtowanie terenu, zaważyło też prawdopodobnie rozplanowanie i zabudowa wsi królewskiej, na miejscu której założono miasto, gdzie istniał już przed lokacją kościół parafialny z poł. XIII wieku, wzmiankowany w latach 1306-1308 i 1325-1327. Te czynniki uwarunkowały urbanistyczny układ południowej części Proszowic. Rynek prawie kwadratowy o dość znacznych rozmiarach (105 na 88 metrów, 1,9 hektara) usytuowany jest zgodnie ze stronami świata. Z narożników wybiegają po dwie ulice, z wyjątkiem południowo-wschodniego, z którego wychodzi tylko jedna, ponadto jedną ulicą przecięty jest wschodni blok przyrynkowy (układ turbinowy). W pierzejach rynkowych wytyczono po 10 działek, oprócz wschodniej. Trakt z Krakowa dochodził do Proszowic od południowego zachodu i omijał Rynek, biegł w kierunku wschodnim, na Nowy Korczyn. Za południowym blokiem działek dochodziło do traktu węższe boczne ramię do południowo-zachodniego narożnika Rynku, drugie dochodziło do naroża południowo-wschodniego. Oba tworzyły trójkątny plac zwany Małym Rynkiem. Trakt na Słomniki wychodził bezpośrednio z południowo-zachodniego narożnika Rynku. Ukształtowanie pozostałych, dalszych partii miasta jest wynikiem rozprzestrzenienia się zabudowy w XIX wieku, gdy objęła ona grunty podmiejskie, zajęte uprzednio przez folwarki, dworki duchownych i zabudowania gospodarcze. Obecna zabudowa Rynku głównie współczesna z XX wieku, murowana. Zwarty charakter posiada tylko zabudowa pierzei południowej (najstarsze domy, niektóre o rodowodzie XIX-wiecznym), natomiast w północnej i zachodniej istnieją luki. Pierzeja wschodnia zajęta jest przez kościół parafialny którego fasada przed skróceniem korpusu o jedno przęsło dochodziła do linii Rynku, w rogu tej pierzei znajduje się dom handlowy. Na Rynku stał ratusz z przybudówkami i ustawione w pobliżu niego: pręgierz, waga miejska, jatki i kramy, wszystkie te budynki były drewniane, rozebrane zapewne ze względu na zły stan w poł. XIX wieku. Obecnie na środku Rynku znajduje się zieleniec, pomnik Tadeusza Kościuszki, odsłonięty 24 XI 1957 roku, oraz fontanna z 1975 roku, przebudowana w 2008 roku z okazji 650-lecia lokacji miasta .

## Kościół parafialny pw. Wniebowzięcia Najświętszej Marii Panny i św. Jana Chrzciciela
Nr rej. zabytków A-371 z 02 VI 1972.

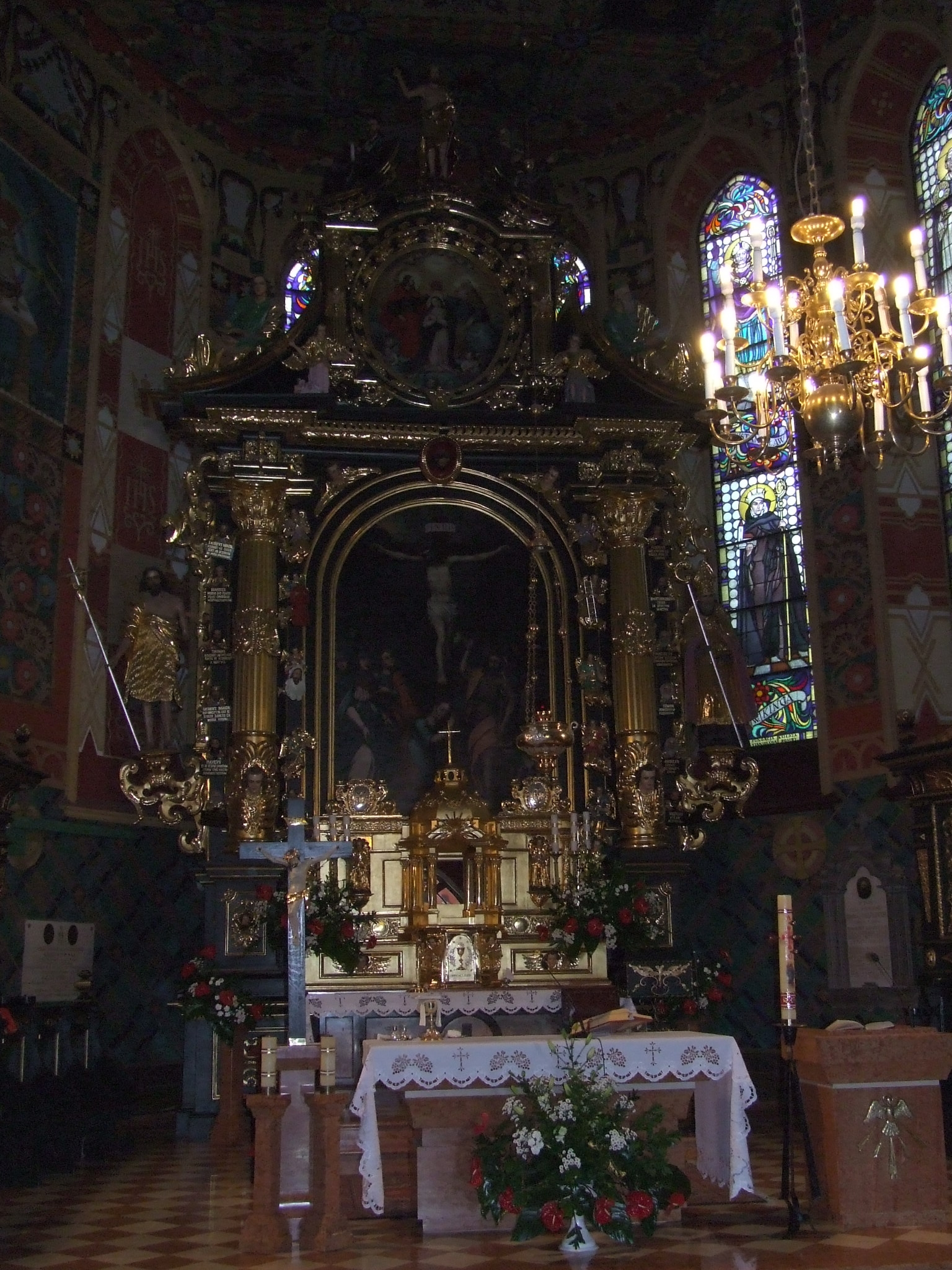
Kościół parafialny, ołtarz główny z 1631 roku
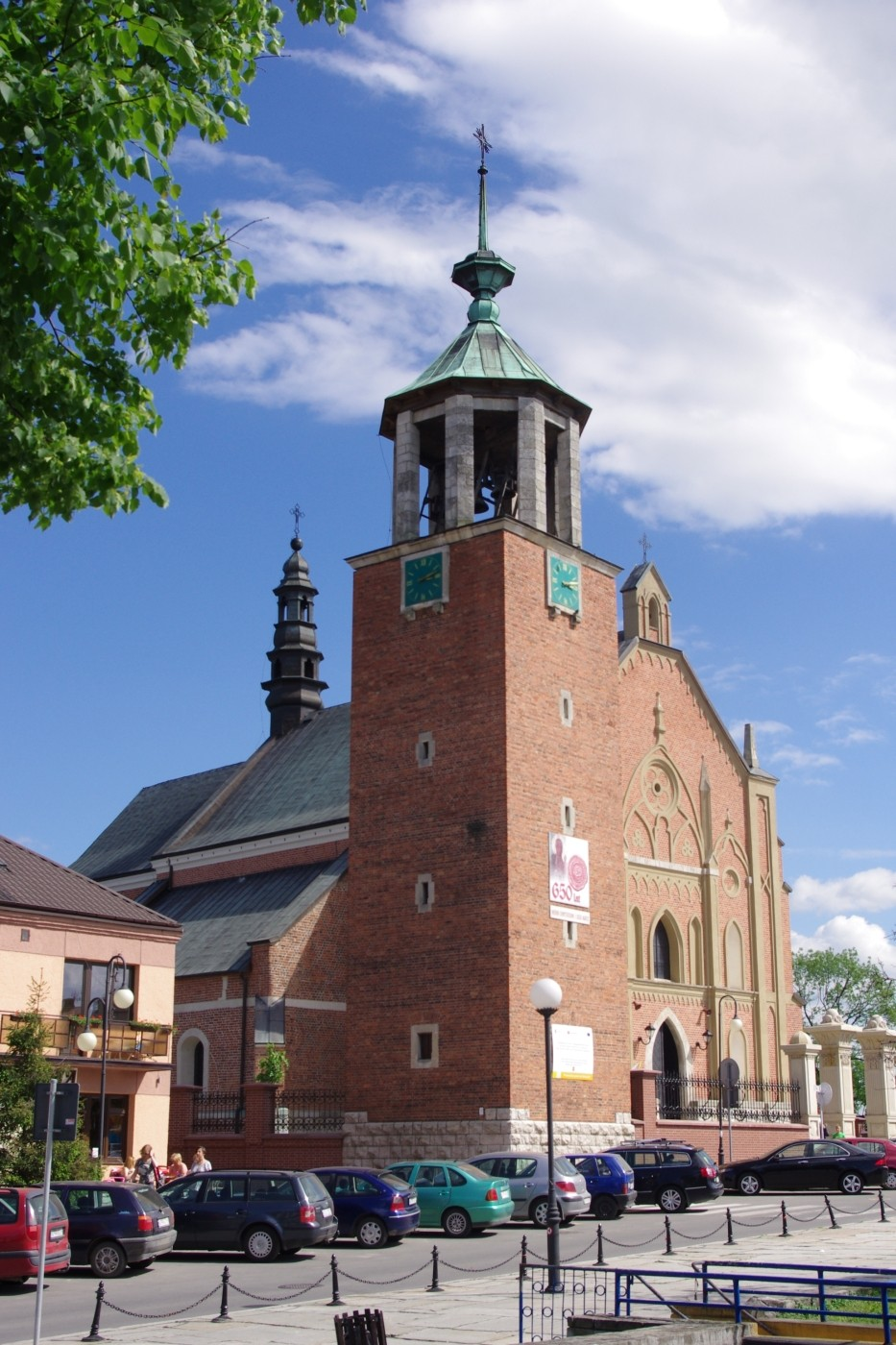
Fasada kościoła parafialnego i dzwonnica
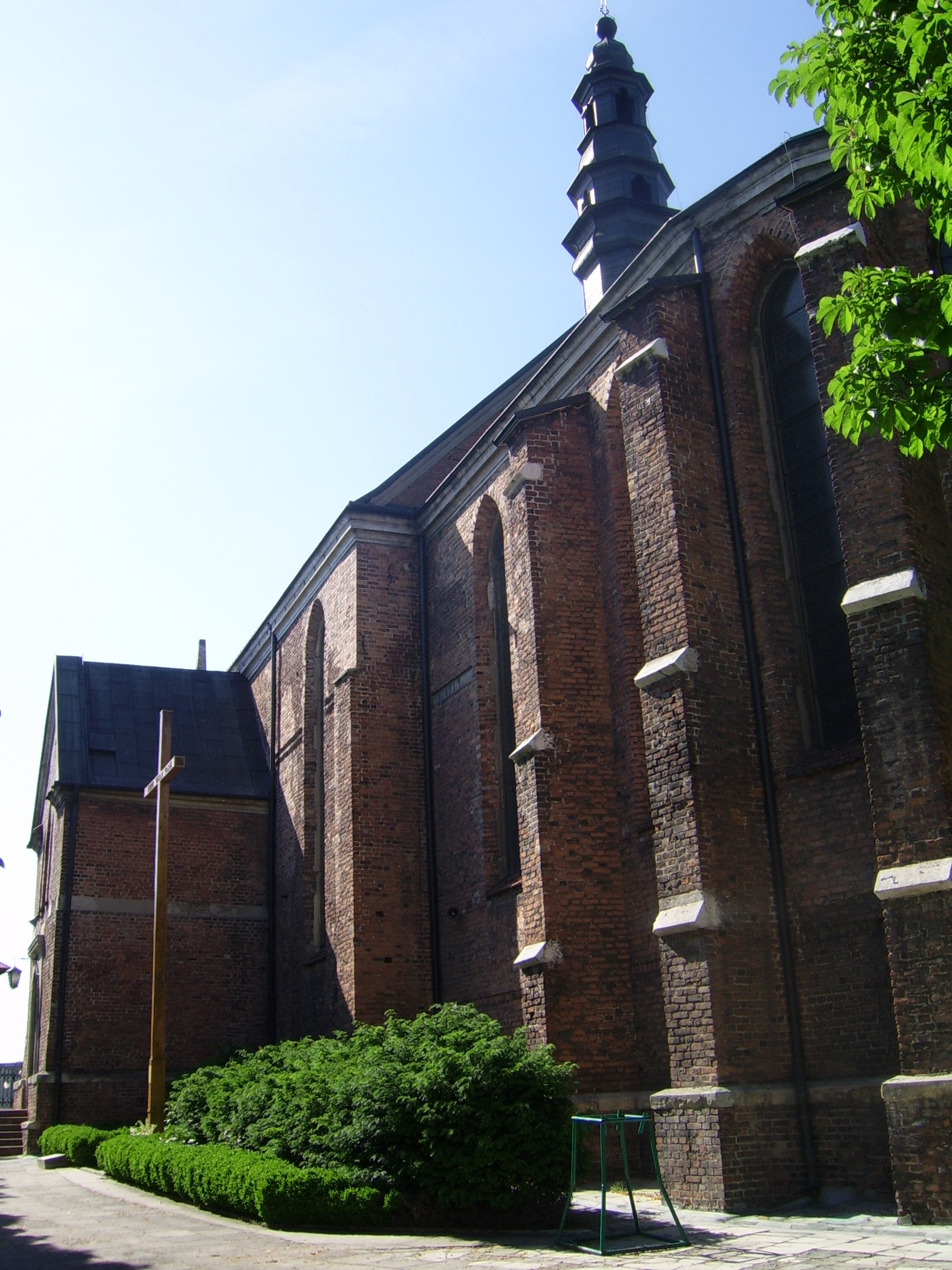
Kościół parafialny, kruchta południowa
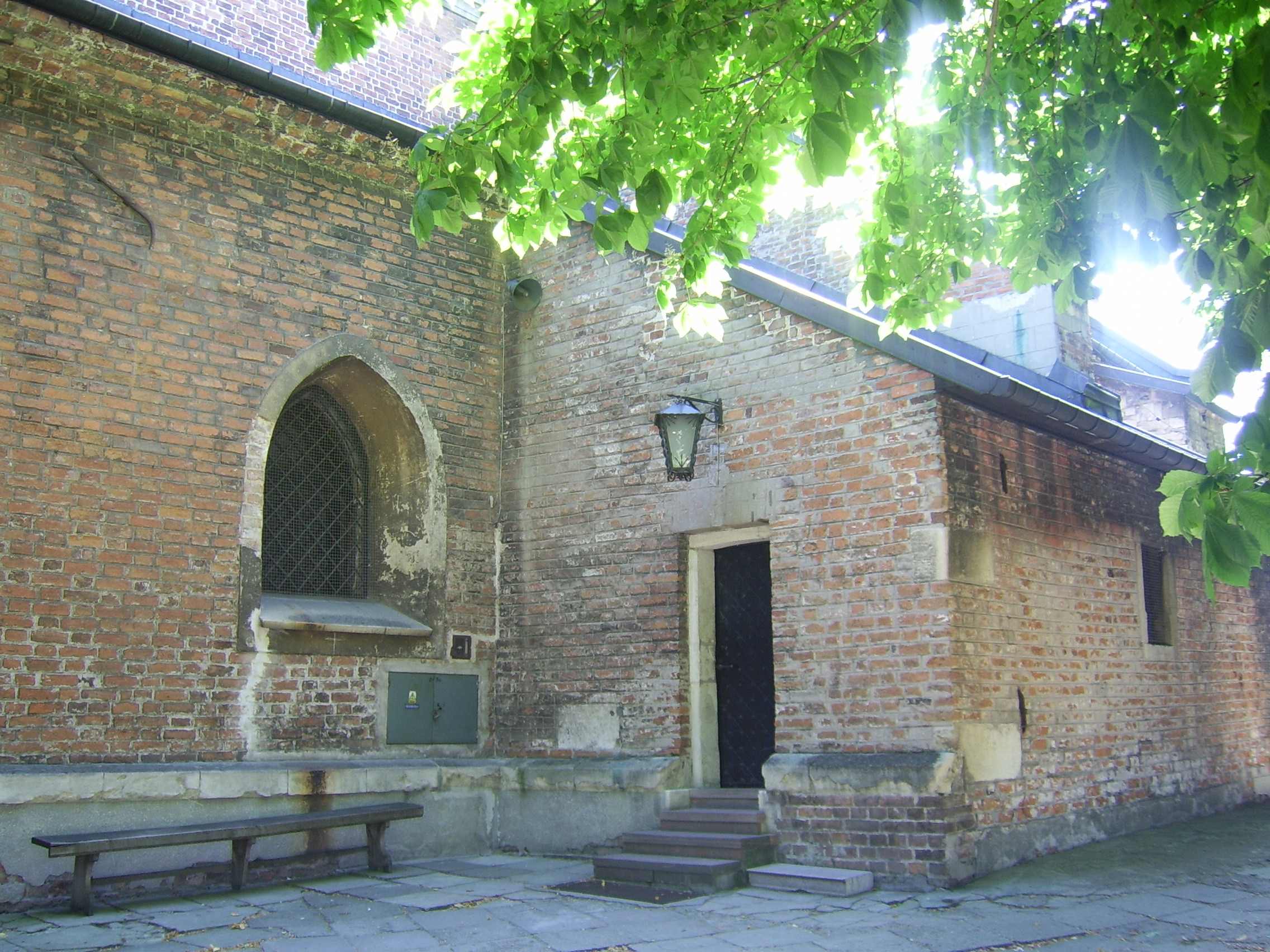
Kościół parafialny, zakrystia
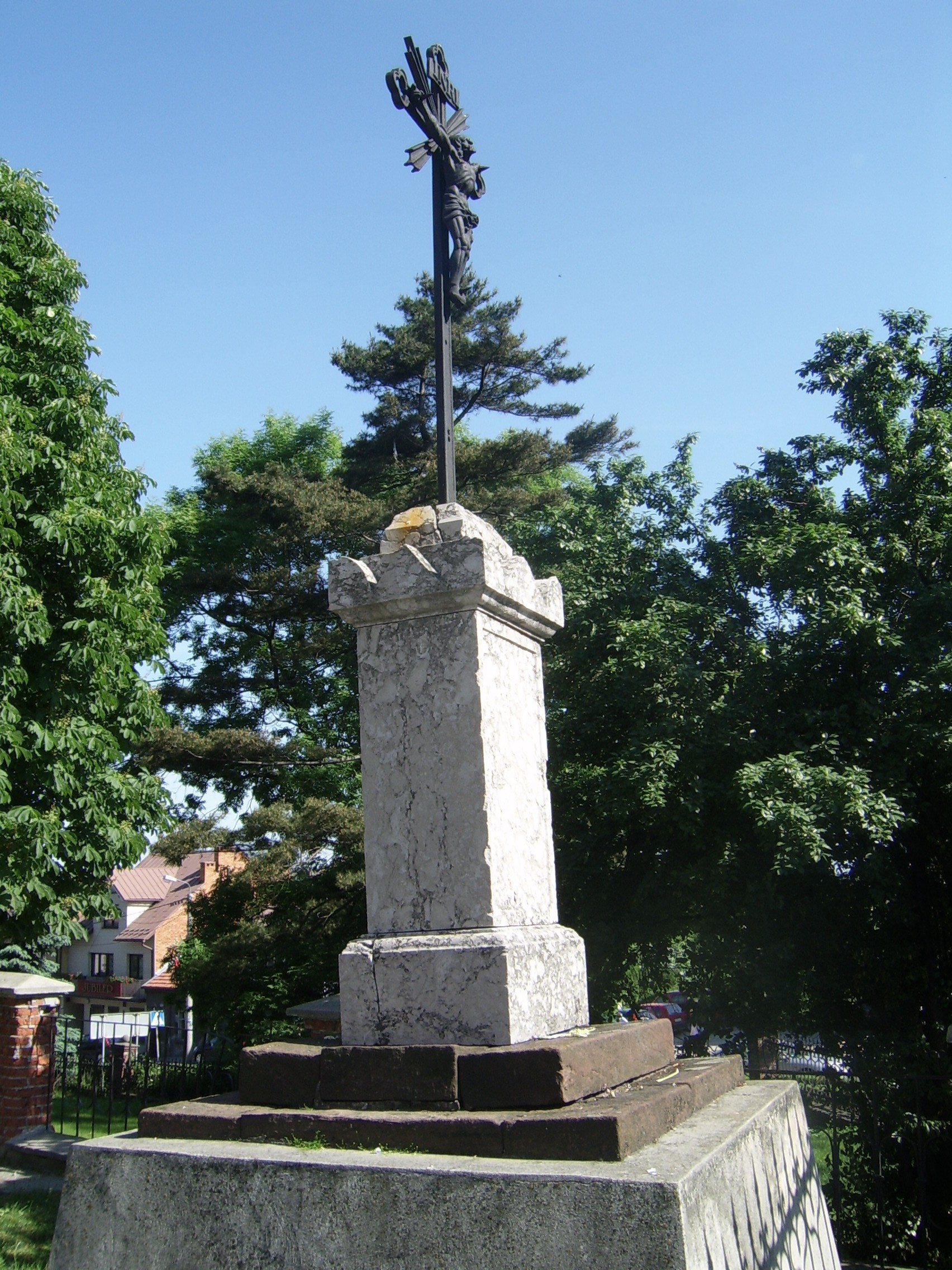
Krzyż żeliwny z XIX wieku, stoi przy kościele

## Kaplica pw. św. Trójcy
Nr rej. zabytków A-684 z 24 VI 1994.
Pierwsza kaplica z drewna z zakrystią, kruchtą i portykiem. Zbudowana za miastem przy gościńcu krakowskim na podstawie przywileju Jana III Sobieskiego króla Polski, dnia z 11 kwietnia 1676 roku w Krakowie otrzymanym i za zezwoleniem zwierzchności diecezjalnej. Nie wiadomo kto był jej fundatorem; mieszczanin Korfel wymieniony jako domniemany fundator. W 1747 roku wymieniona w dekrecie bpa Łubieńskiego, wśród innych kaplic na terenie parafii. W 1783 roku w złym stanie, dach, ściany i podłoga spróchniałe, wyposażenie: 3 ołtarze – większy drewniany dyptyk z Matką Boską i dwa mniejsze ze św. Antonim i bł. Rafałem Proszowszczykiem, chór muzyczny nad drzwiami, ławek pięć wszystkich prostej i grubej roboty.
Obecna kaplica murowana z ok. 1859 roku w stylu neogotyckim. Zbudowana jest na planie prostokąta, jednonawowa, z węższym i krótszym prezbiterium zamkniętym trójbocznie. Pod kaplicą jednonawowa krypta (niedostępna). Do budowy kościółka posłużyły cegły, pozostałe z rozbiórki szczytowej ściany kościoła parafialnego, zburzonej podczas gwałtownej burzy w 1824 roku We wnętrzu kaplicy znajduje się ołtarz neobarokowy z II poł. XIX wieku, w nim obraz Matki Boskiej Łaskawej z XVIII wieku stanowiący wyposażenie wcześniejszej kaplicy drewnianej. Krucyfiksy z XVII-XVIII wieku. W ścianach wmurowane epitafia i tablice nagrobne rodziny Gostkowskich z 1859 roku, oraz inne epitafia z 1881 i 1885 roku. Dzwonnica przy kaplicy wolnostojąca, murowana z ok. 1859 roku w stylu neogotyckim, na planie kwadratu. Kaplica otoczona ogrodzeniem murowanym z kratą metalową z 1883 roku, odnowione w 1943 roku.
Po zlikwidowaniu cmentarza przy kościele parafialnym w końcu XVIII wieku, nowy cmentarz został otwarty przy kaplicy, czyli poza obręb miasta. Później, już w czasie zaborów, cmentarz przeniesiono jeszcze dalej, w miejsce, gdzie znajduje się on obecnie. Na cmentarzu przy kaplicy była mogiła powstańców z 1863 roku, ziemna z drewnianym krzyżem. Gdy w latach 60. XX wieku porządkowano teren dawnego cmentarza wszystkie szczątki z istniejących mogił zostały ekshumowane i złożone w podziemiach kaplicy pw. św. Trójcy. Po dawnej mogile powstańczej nie pozostał obecnie żaden ślad.

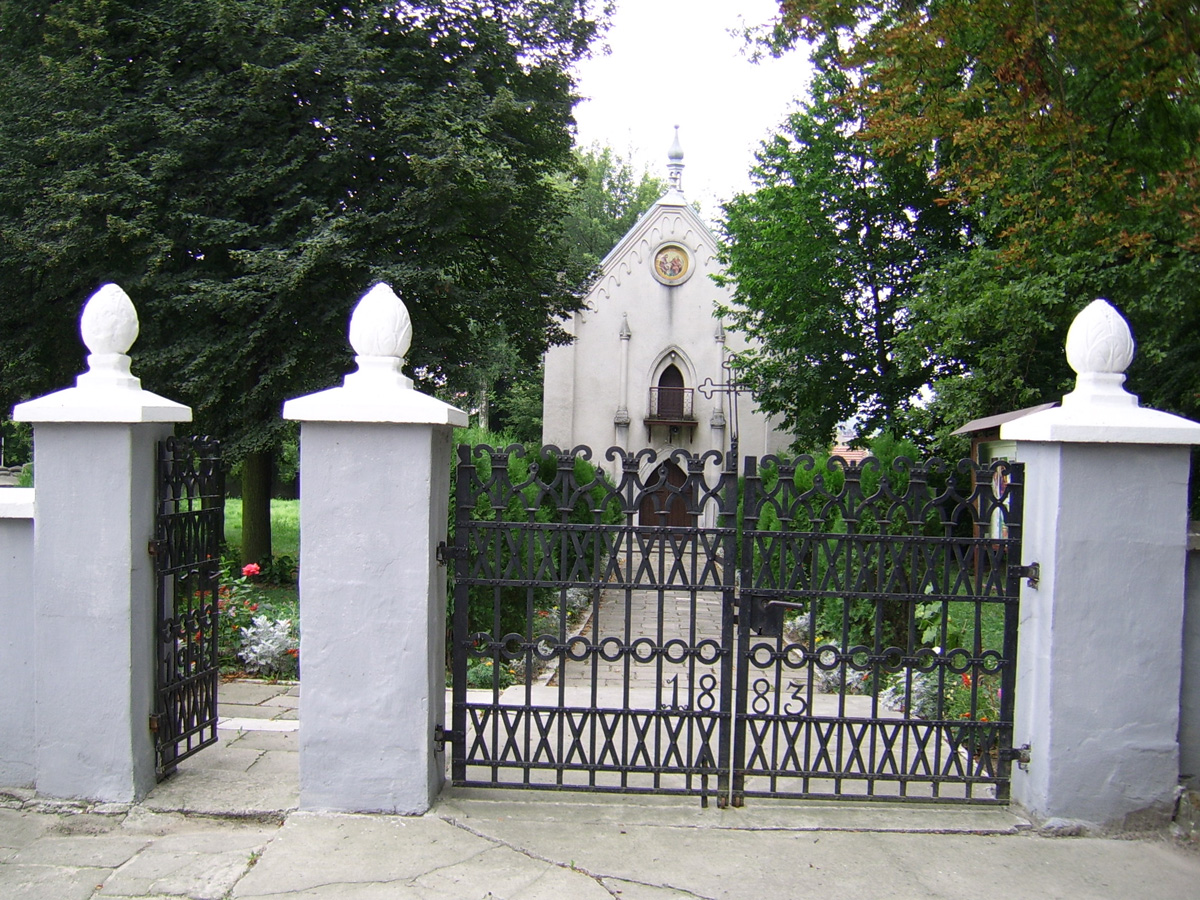
Kaplica pw. św. Trójcy, fasada
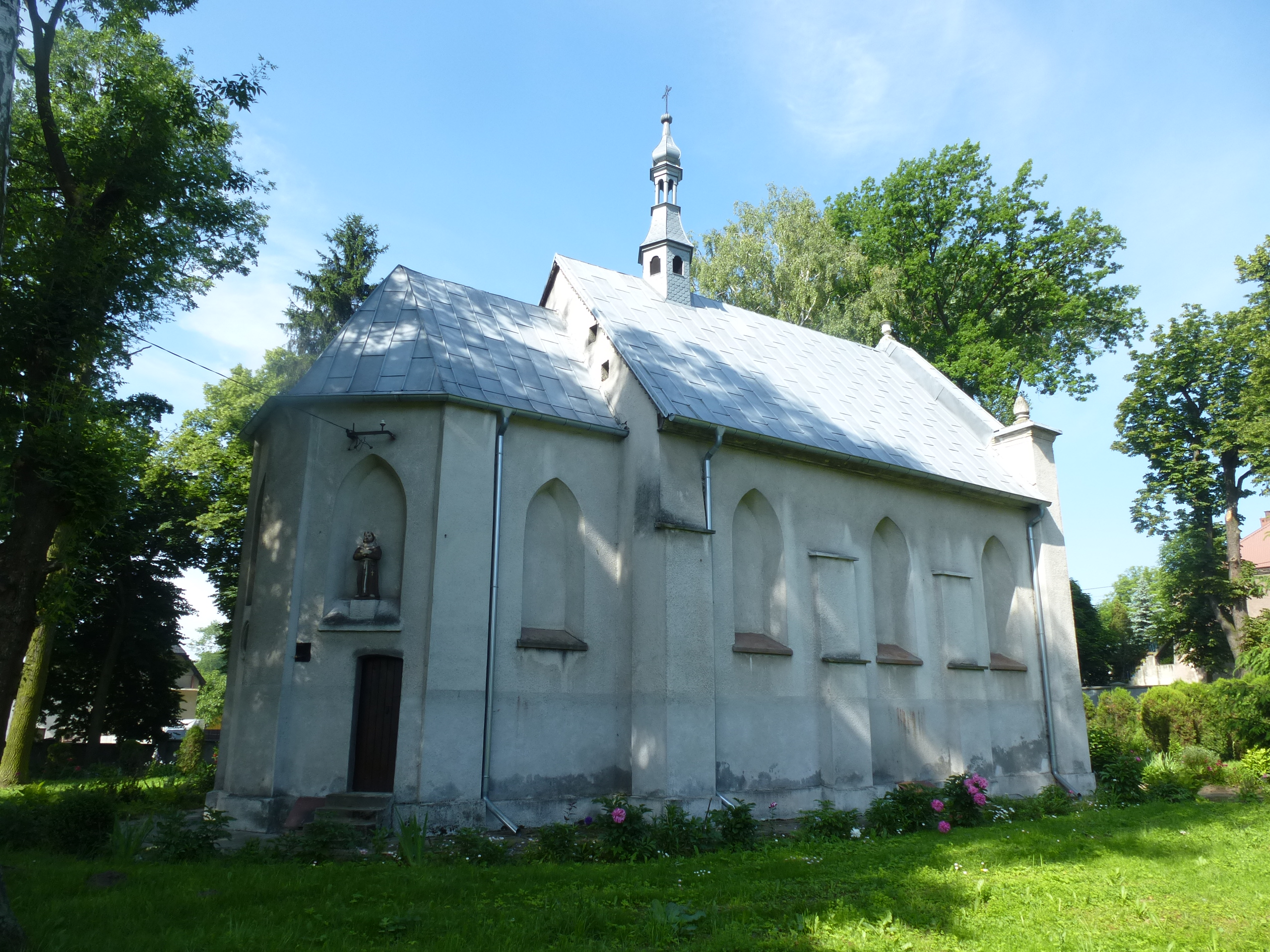
Kaplica pw. św. Trójcy
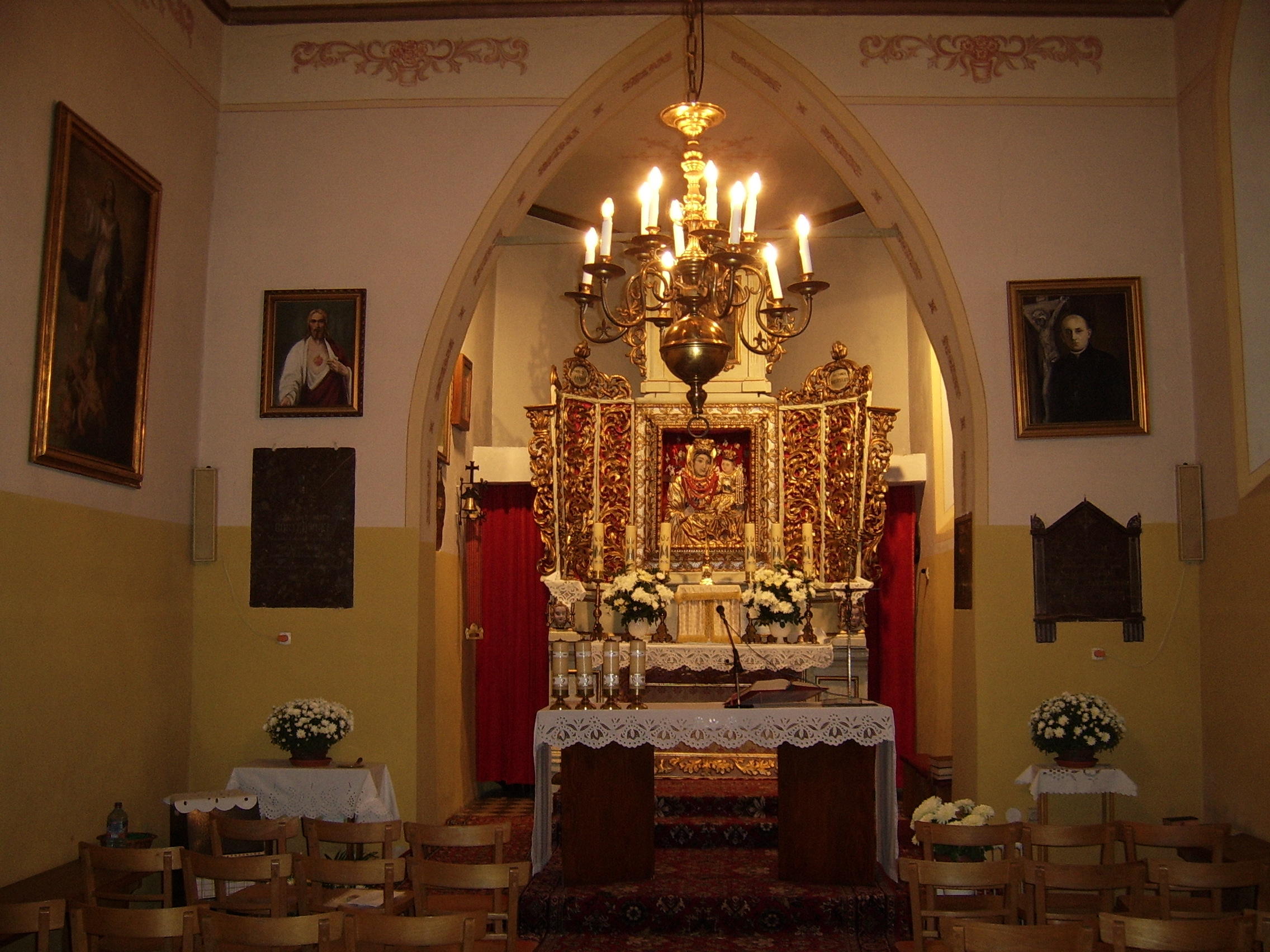
Wnętrze kaplicy pw. św. Trójcy
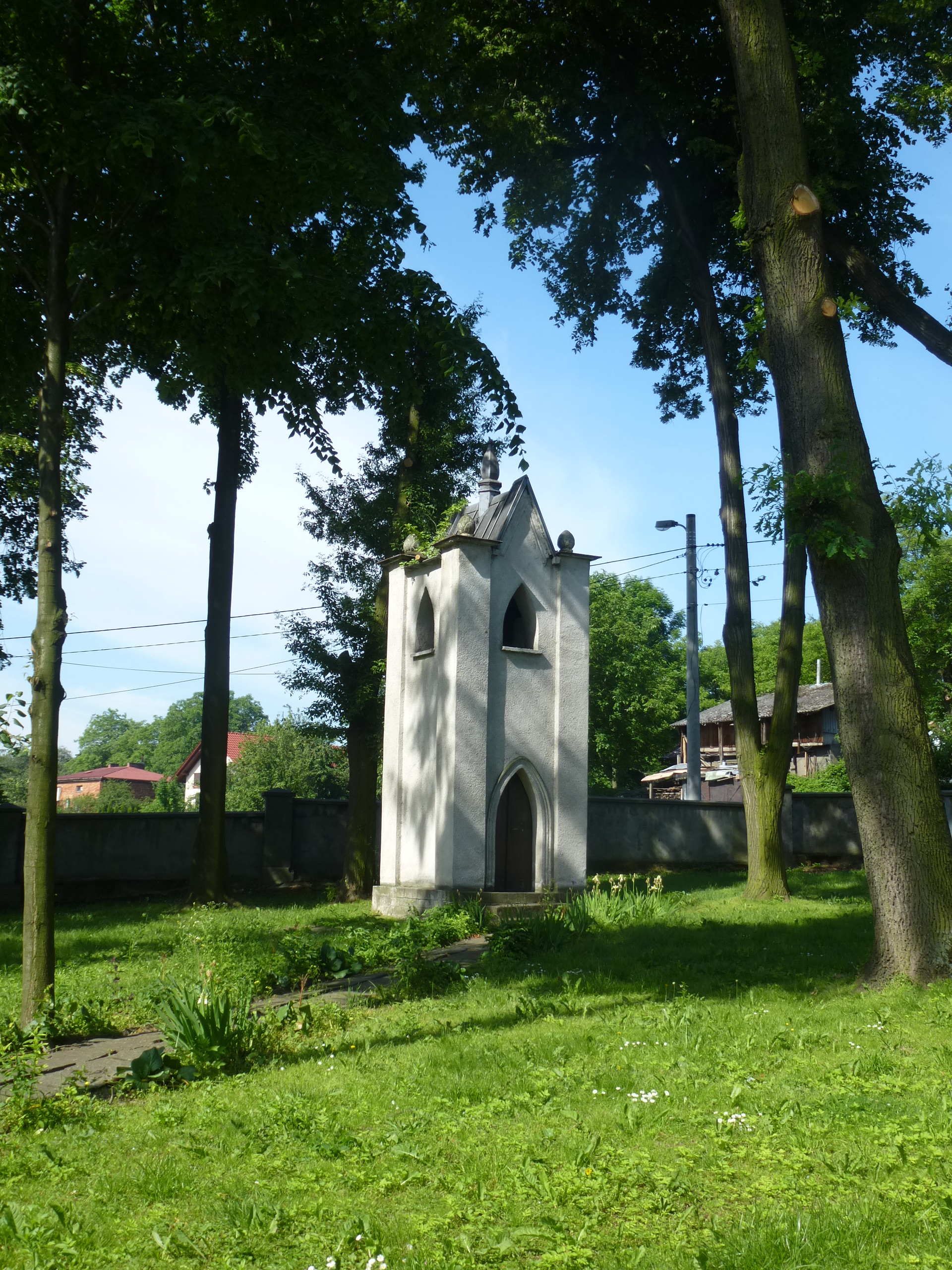
Dzwonnica przy kaplicy pw. św. Trójcy

## Cmentarz parafialny
Założony w II ćw. XIX wieku. Położony jest przy drodze Kraków – Proszowice, na południowo-zachodnim skraju miasta, przy ul. Krakowskiej. Liczne stare nagrobki z XIX i początku XX wieku. Układ zieleni nie zachowany, pozostały jedynie pojedyncze stare drzewa. Na cmentarzu jest kwatera wojenna żołnierzy Armii Kraków poległych w czasie II wojny światowej. Otoczony ogrodzeniem murowanym z kratą metalową z końca XX wieku. W 2005 roku powiększony w stronę zachodnią, na nowej części zbudowano nową kaplicę cmentarną jest pw. Matki Boskiej Ostrobramskiej. Poświęcenie kaplicy nastąpiło 30 września 2005 roku przez biskupa ordynariusza Kazimierza Ryczana.

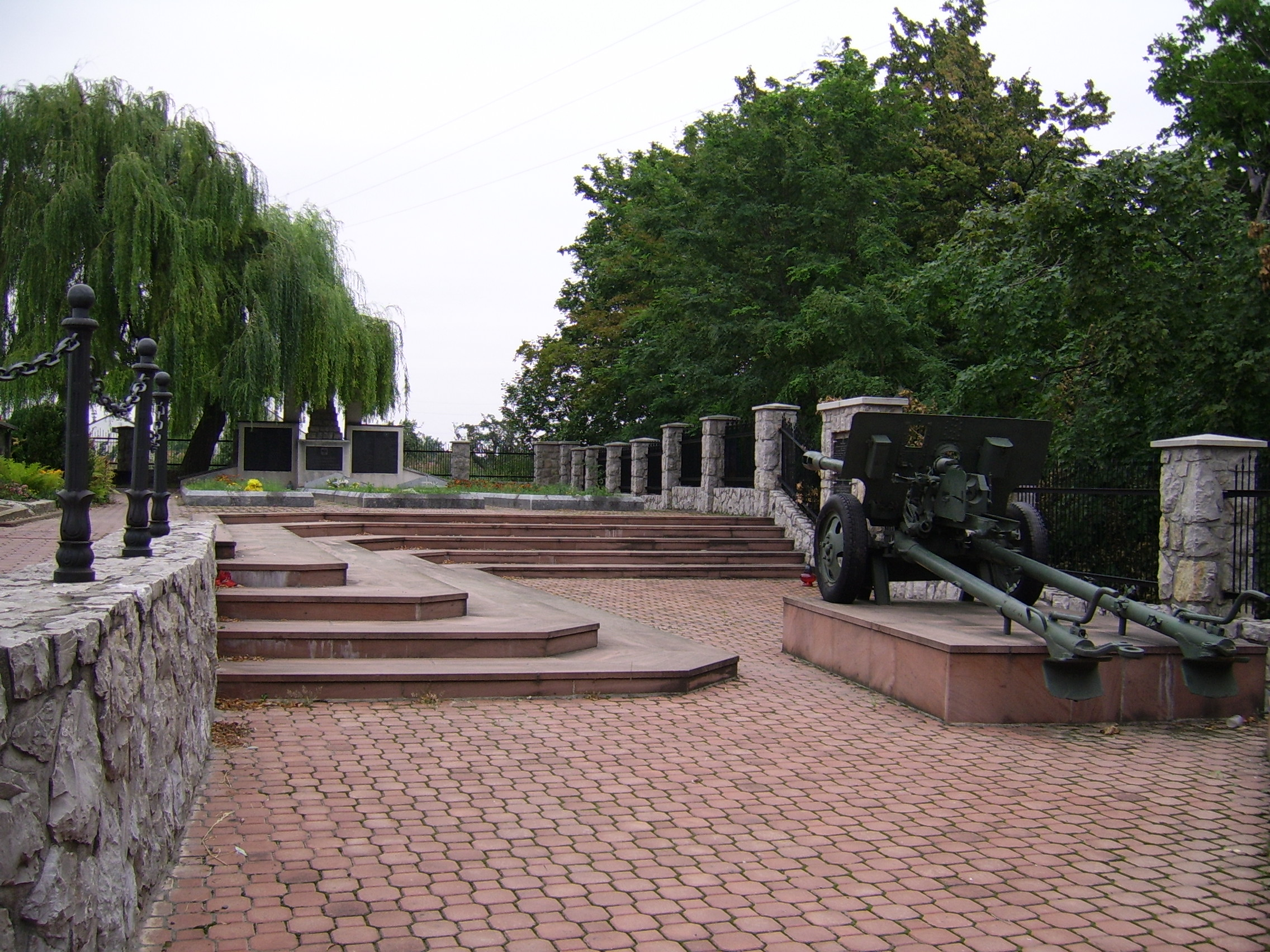
Cmentarz parafialny, mogiła żołnierzy poległych w czasie II wojny światowej
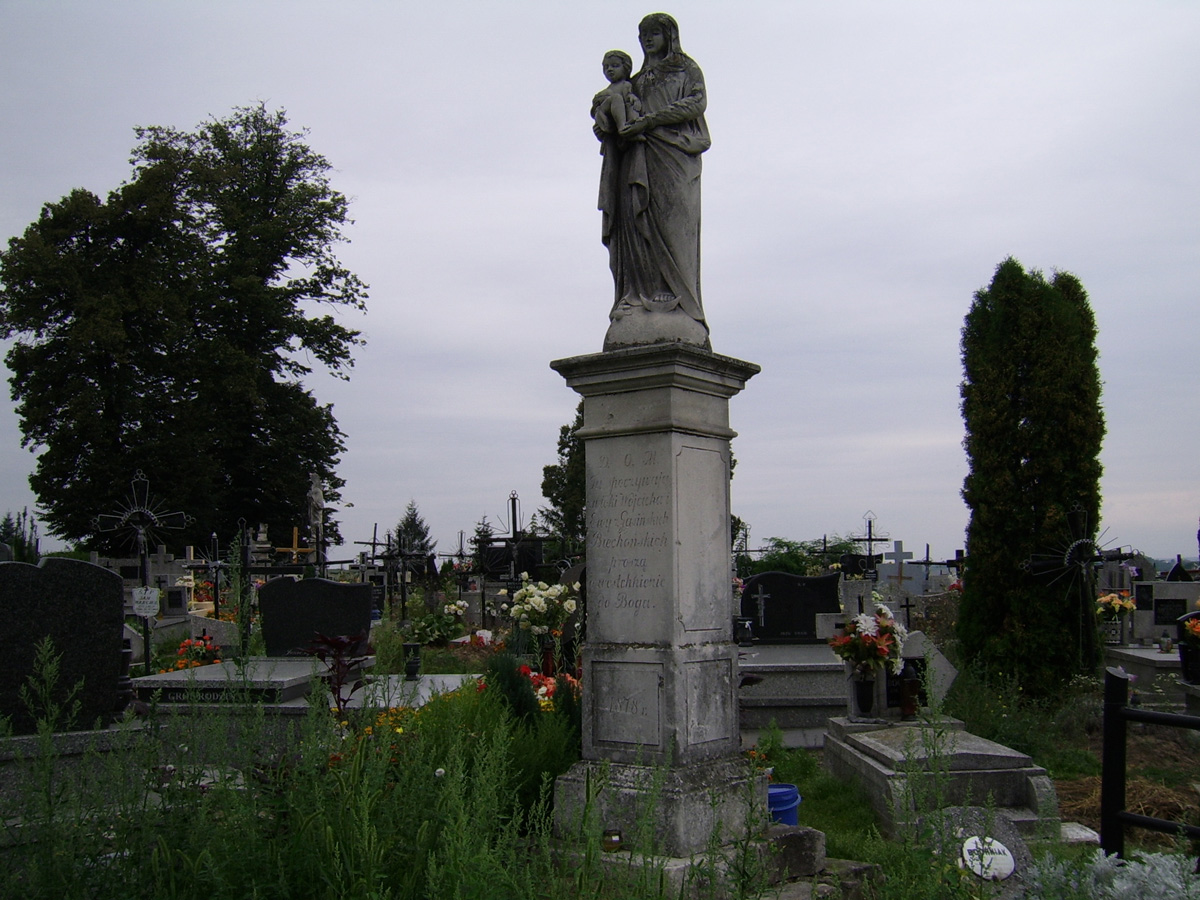
Cmentarz parafialny, nagrobek z 1878 r.
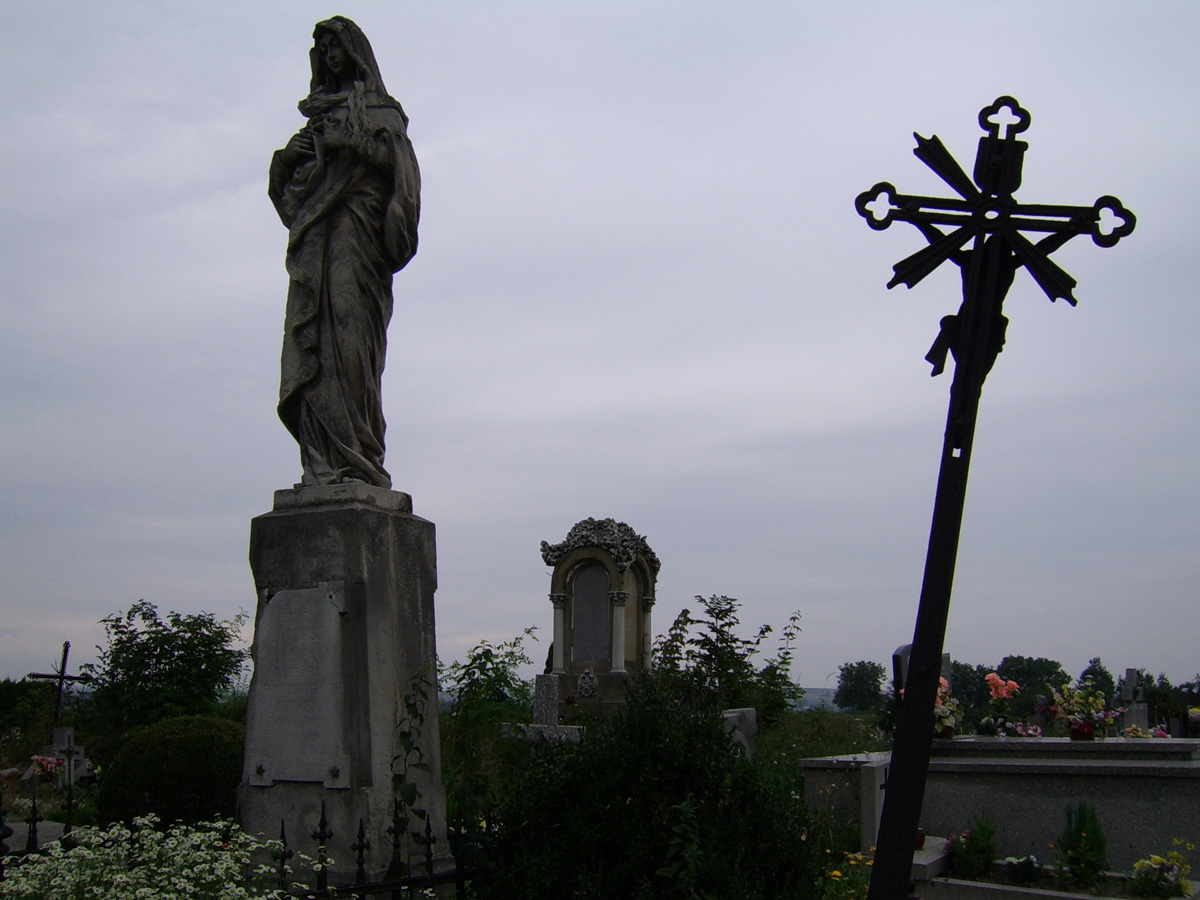
Cmentarz parafialny, groby z II poł. XIX w.
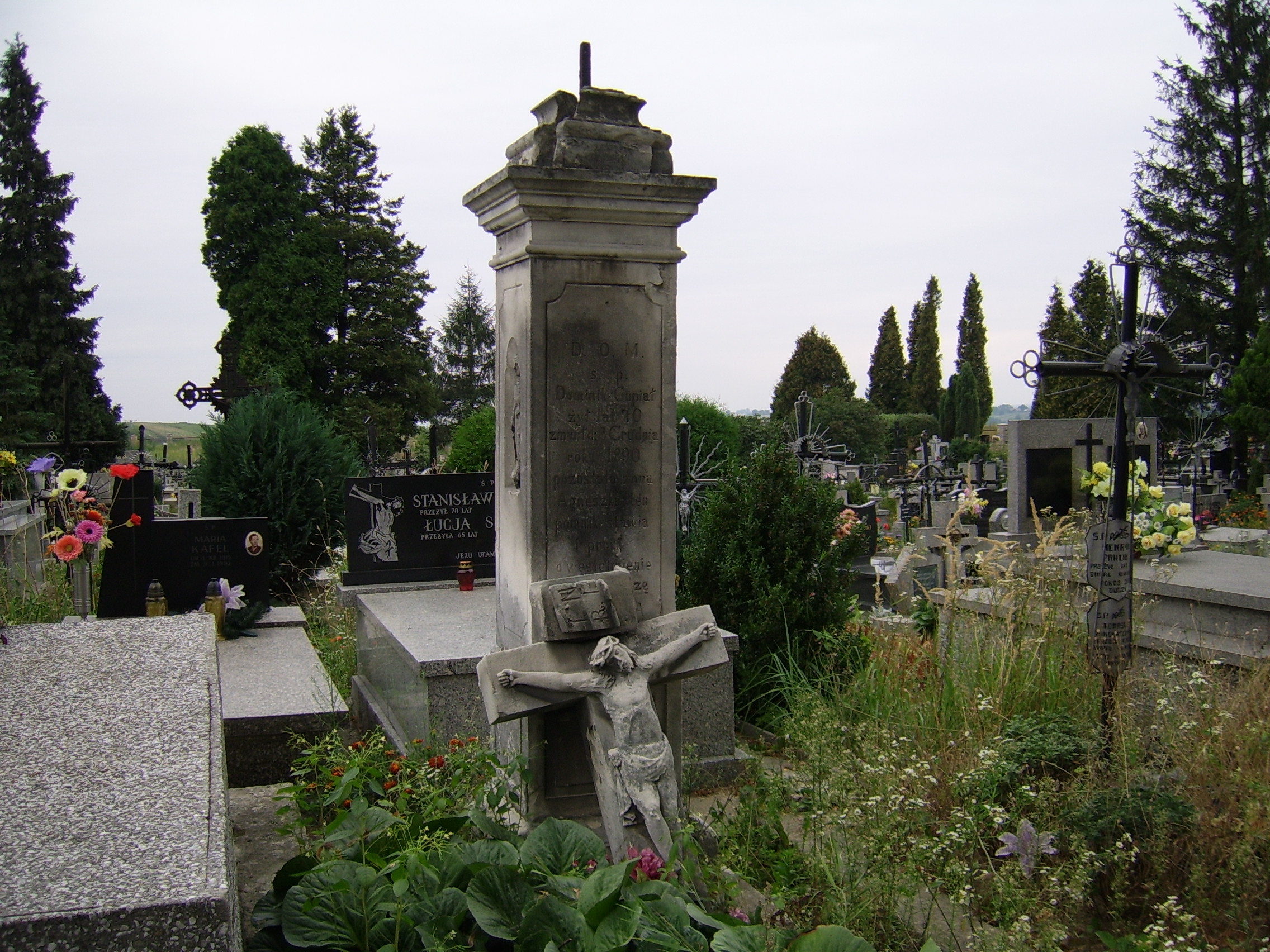
Cmentarz parafialny, nagrobek z 1890 r.

## Cmentarz żydowski

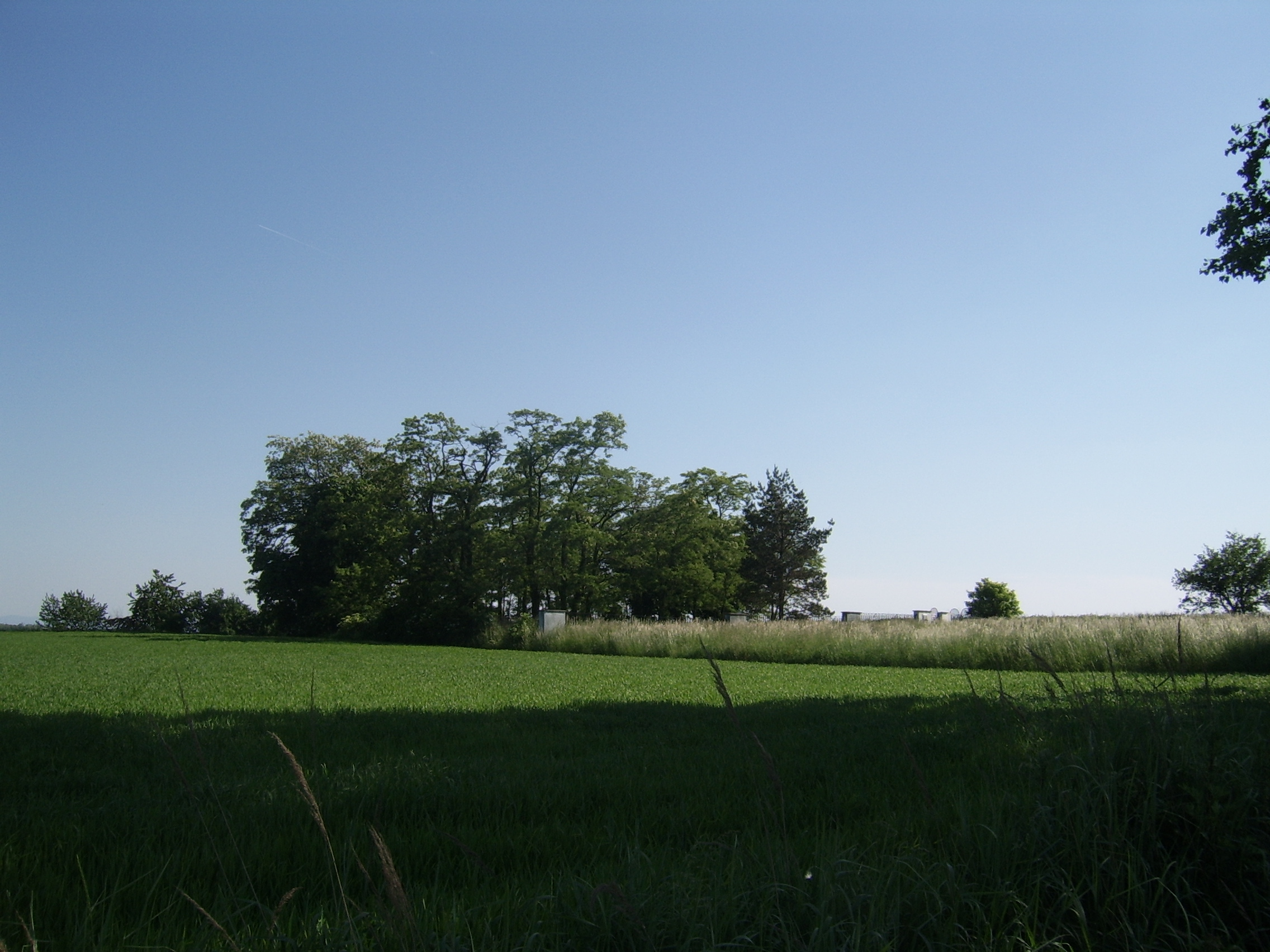
Cmentarz żydowski, widok ogólny
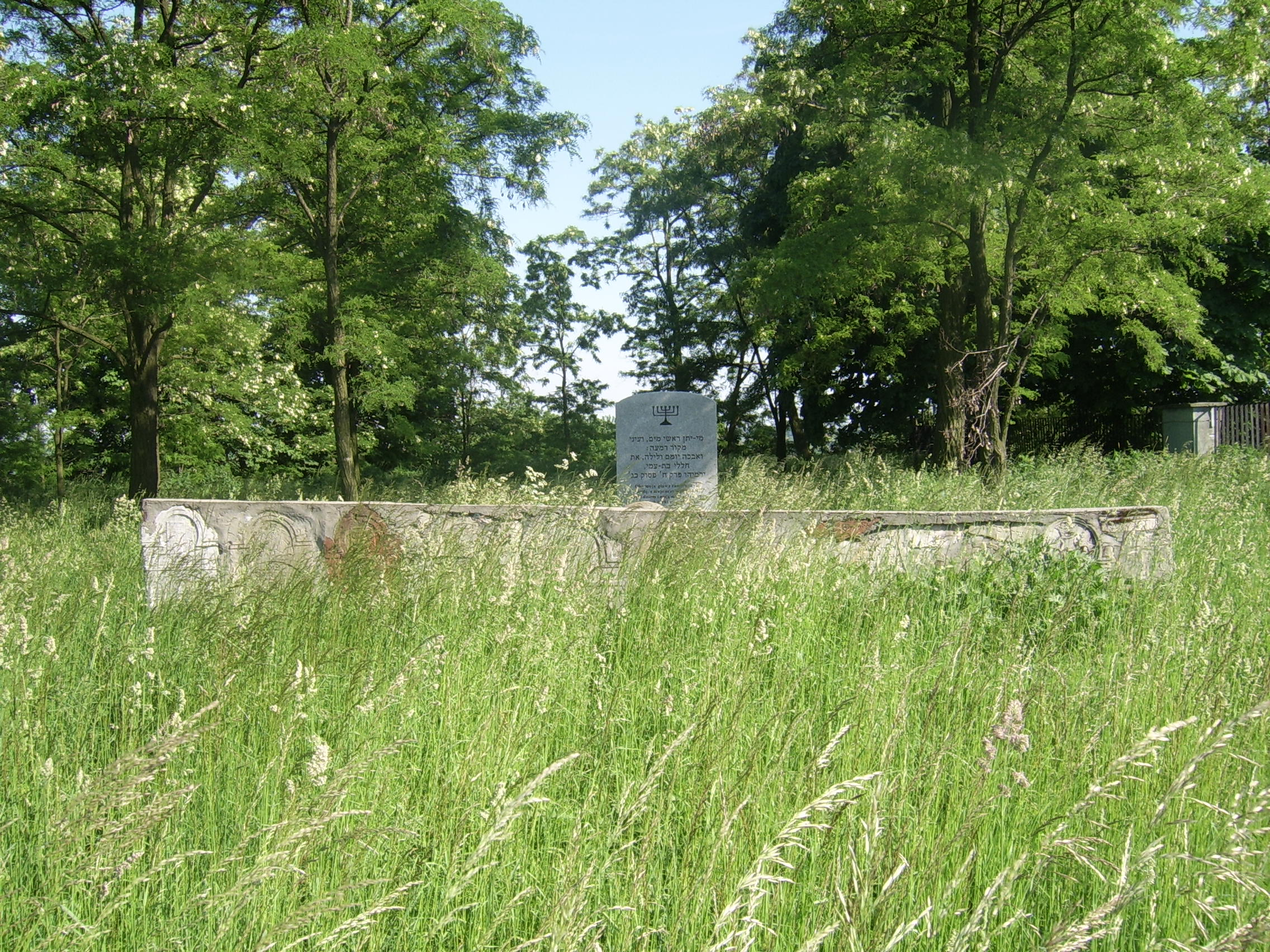
Cmentarz żydowski
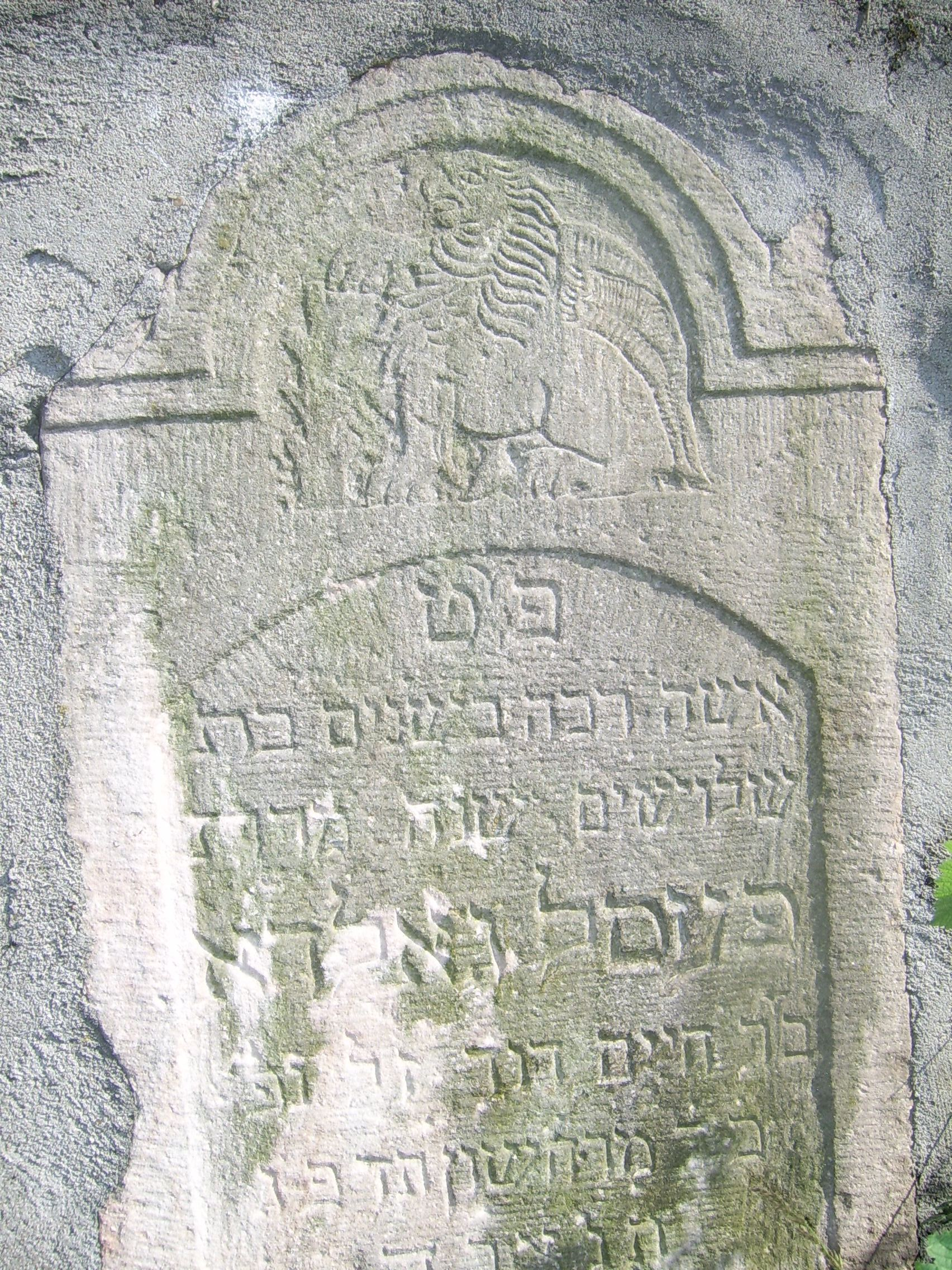
Cmentarz żydowski
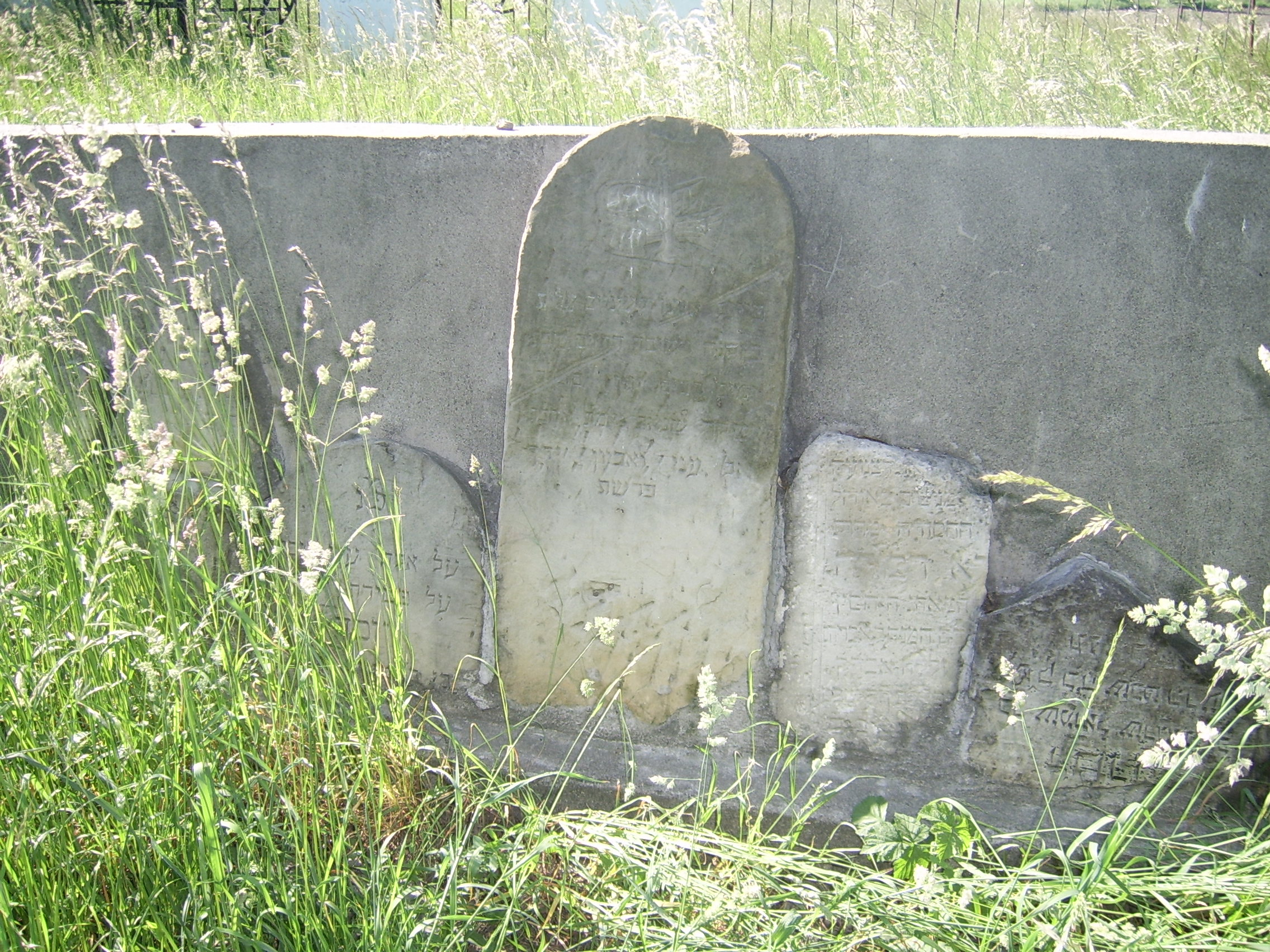
Cmentarz żydowski

## Słup Boża Męka z XVII wieku
Słup Boża Męka znajduje się na wzniesieniu przy ul. Krakowskiej. Kamienny w formie czworobocznego filara, zdobiony płasko rzeźbionymi postaciami świętych. Rzeźba powstała najprawdopodobniej w 1632 roku (w latach 30.XX wieku widniał jeszcze na nim napis Anno ??32) jej styl można uznać za wczesny barok. Zachowane do dzisiaj resztki dekoracji wskazują, że cała rzeźba to dzieło najwyższej klasy, wykonane przez rzeźbiarza o biegłej znajomości rzemiosła. Na szczycie kolumny jest zamocowany drewniany krzyż z datą VII. 1973. W 1973 roku kolumna została przewrócona przez nieznanych sprawców i po jej ponownym postawieniu ustawiono na szczycie ten drewniany krzyż. Boża Meką została odnowiona w 2014 roku. Umieszczono wówczas na cokole słupa tabliczkę z datą 2014 a na zwieńczeniu słupa został umieszczony krzyż żeliwny (w miejscu drewnianego z 1973 roku).
Istnieje kilka hipotez powstania kurhanu i kolumny. Najprawdopodobniej kurhanu to zbiorowa mogiła pomordowanych przez Tatarów w XIII wieku mieszkańców okolic Żębocina i Proszowic. Sam słup jest to tzw. „słup morowy”, postawiono go z powodu panującej w mieście zarazy, przez tych którym udało się przeżyć. W Proszowicach takie wydarzenie miało w miejsce ok. 1625 roku, a sztuczne wzgórze na którym znajduje się kolumna to mogiła ofiar „morowego powietrza”. Inna hipoteza podaje że wzgórze na którym stoi rzeźba to mogiła prehistoryczna i powinna zawierać prehistoryczny grób lub cmentarzysko a kolumna na szczycie tego kurhanu byłaby postawiona ze względów religijnych. Kolejna hipoteza sugeruje że ta kolumna to dawna latarnia umarłych, stojąca pierwotnie przy bramie wejściowej na cmentarz przykościelny a potem została przeniesiona na wzgórze gdzie stoi do dzisiaj. Inne hipotezy podają, że kolumna była postawiona w celu upamiętnienia jakiegoś ważnego wydarzenia np. pożaru miasta, lub że ufundował ją jakiś bogaty mieszkaniec miasta w celu odkupienia swoich win.

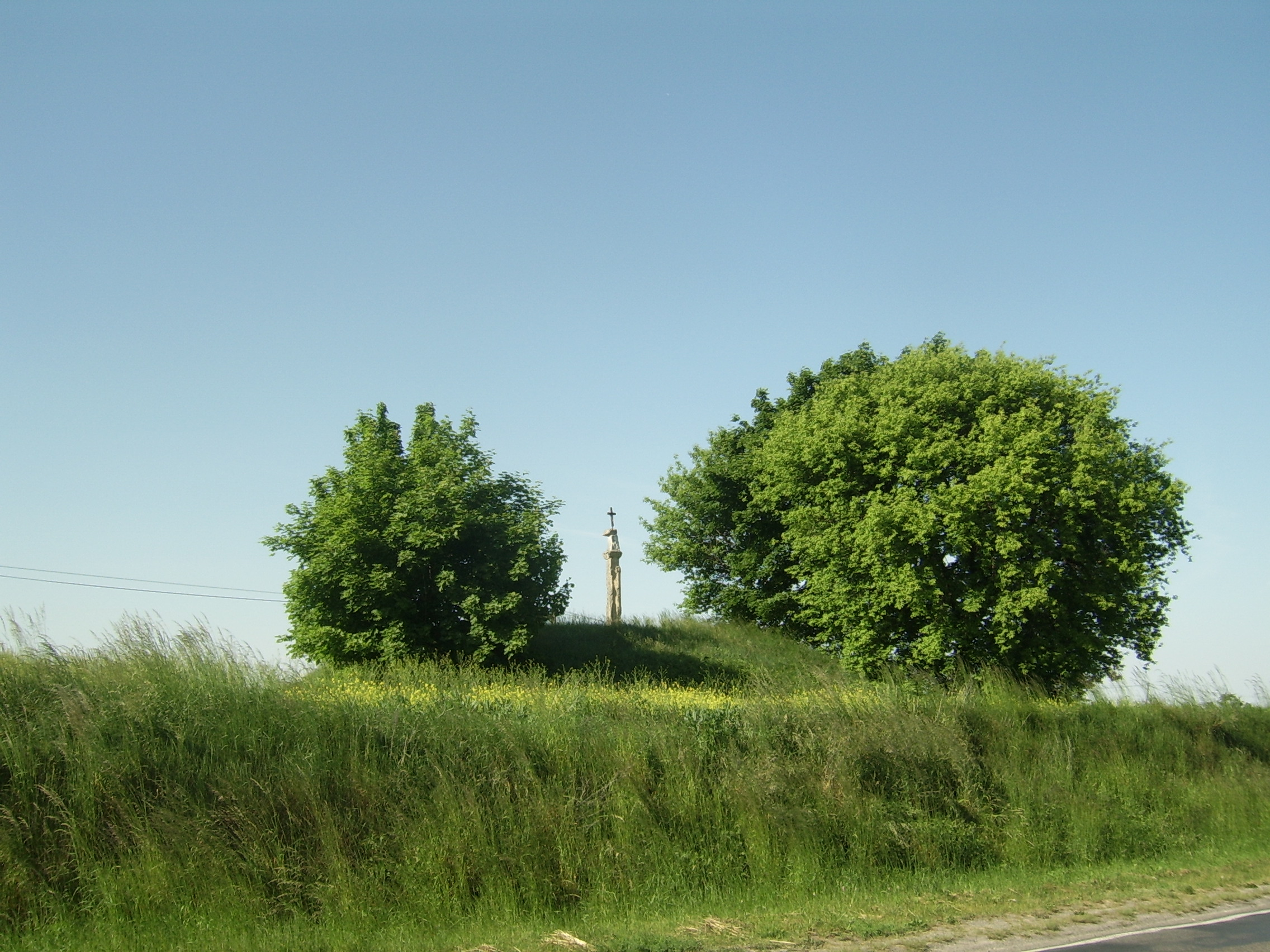
Figurka Boża Męka, widok ogólny
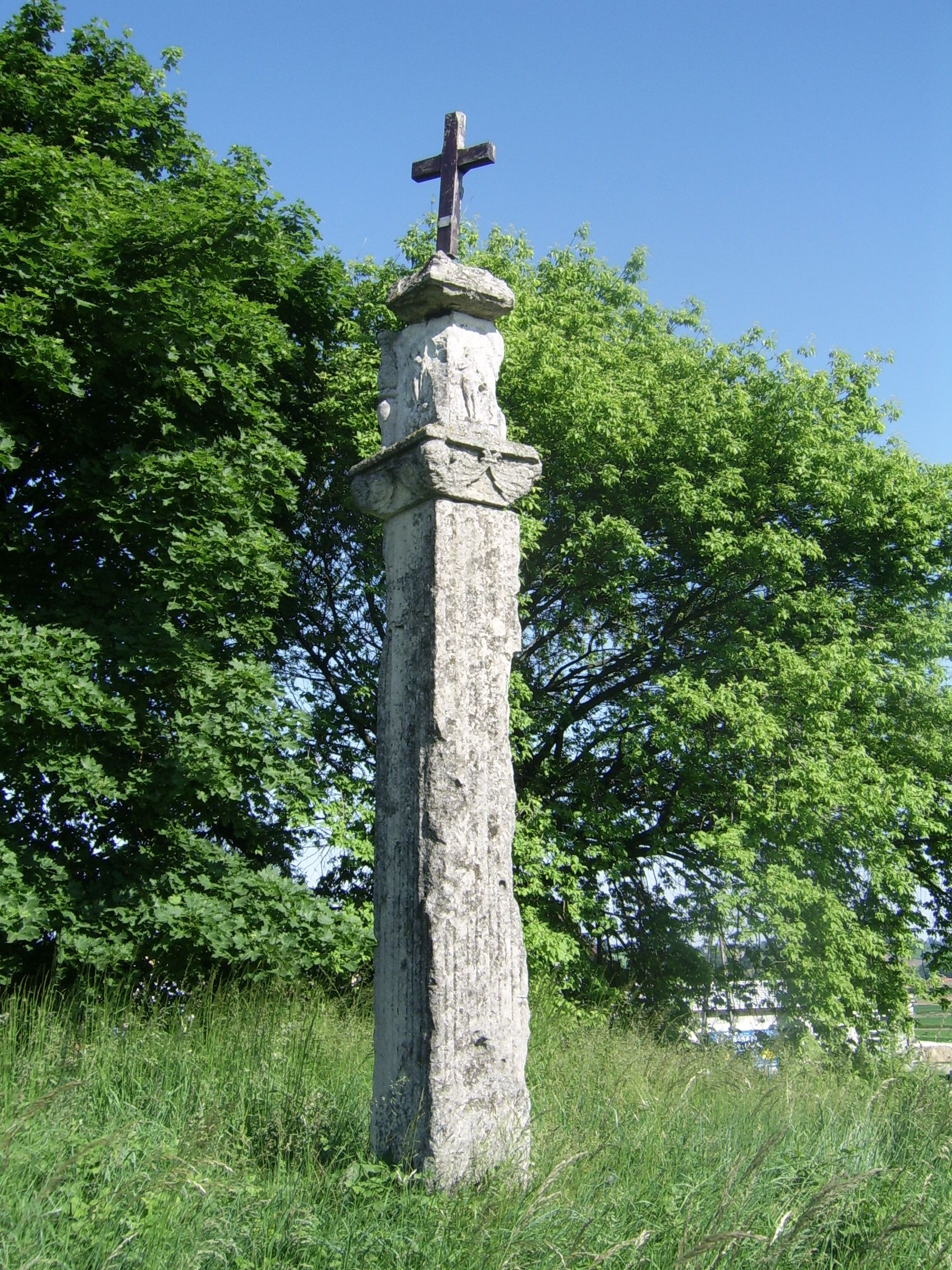
Figurka Boża Męka
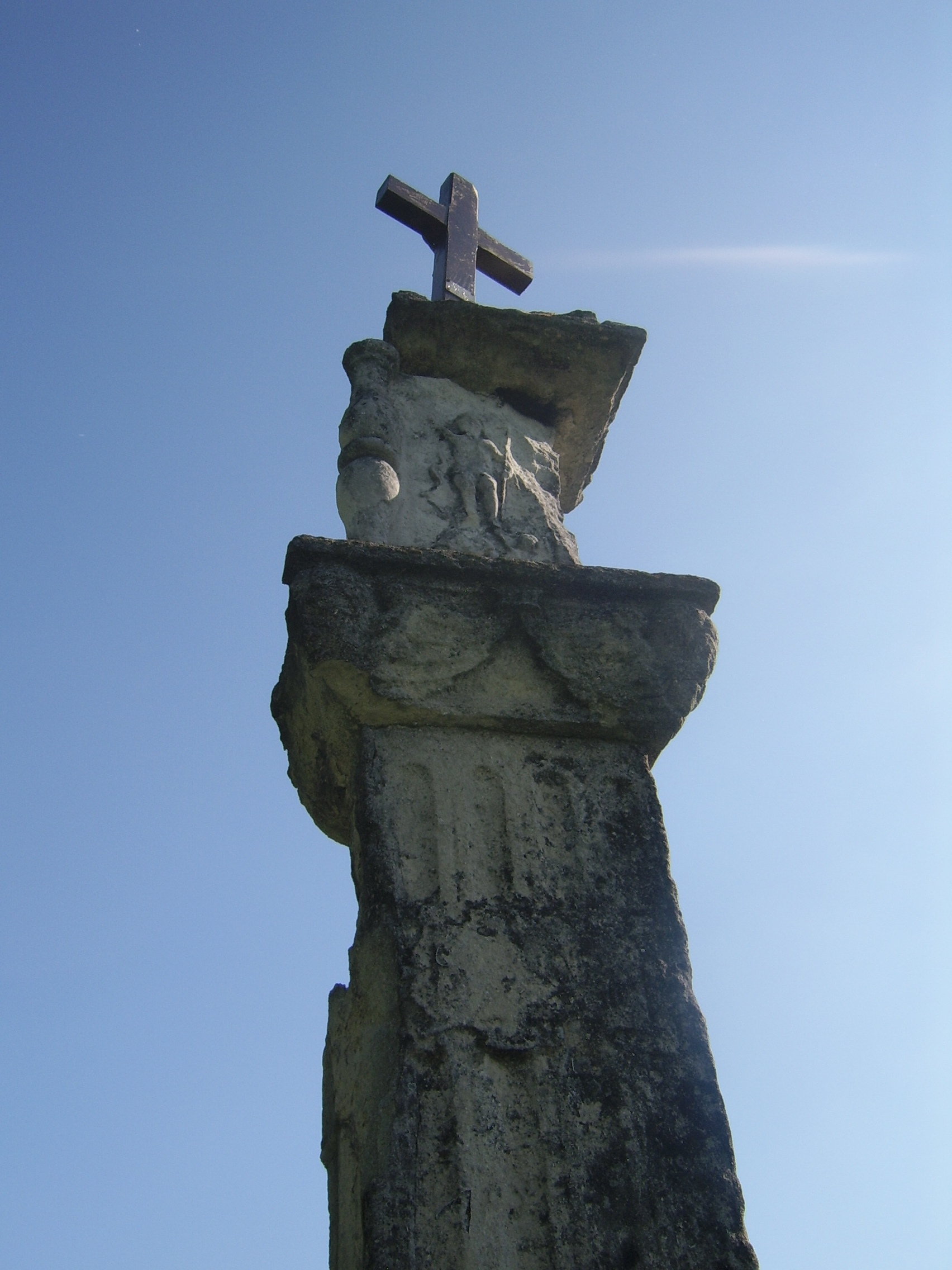
Figurka Boża Męka
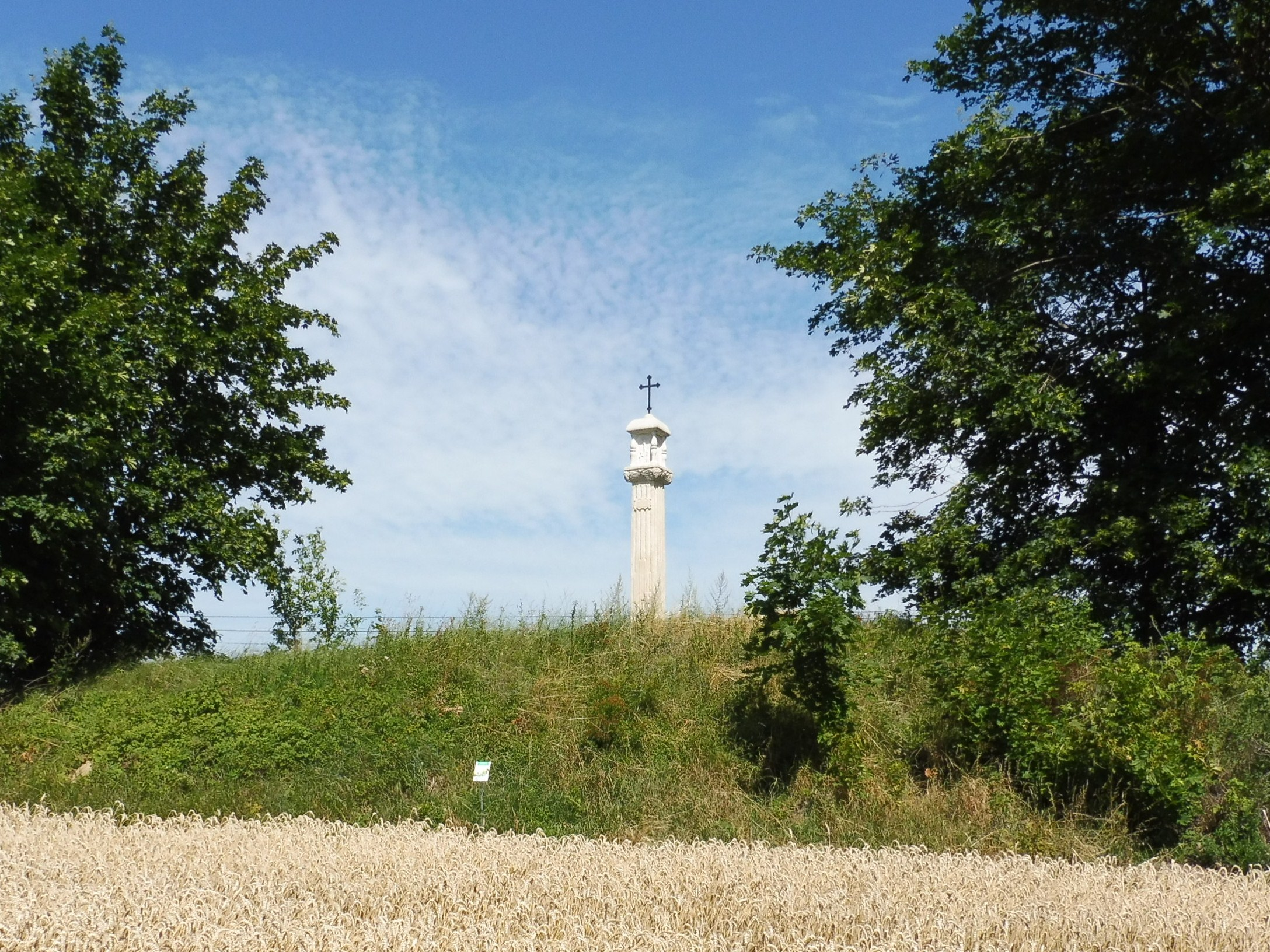
Figurka Boża Męka po odnowieniu 2014 r.
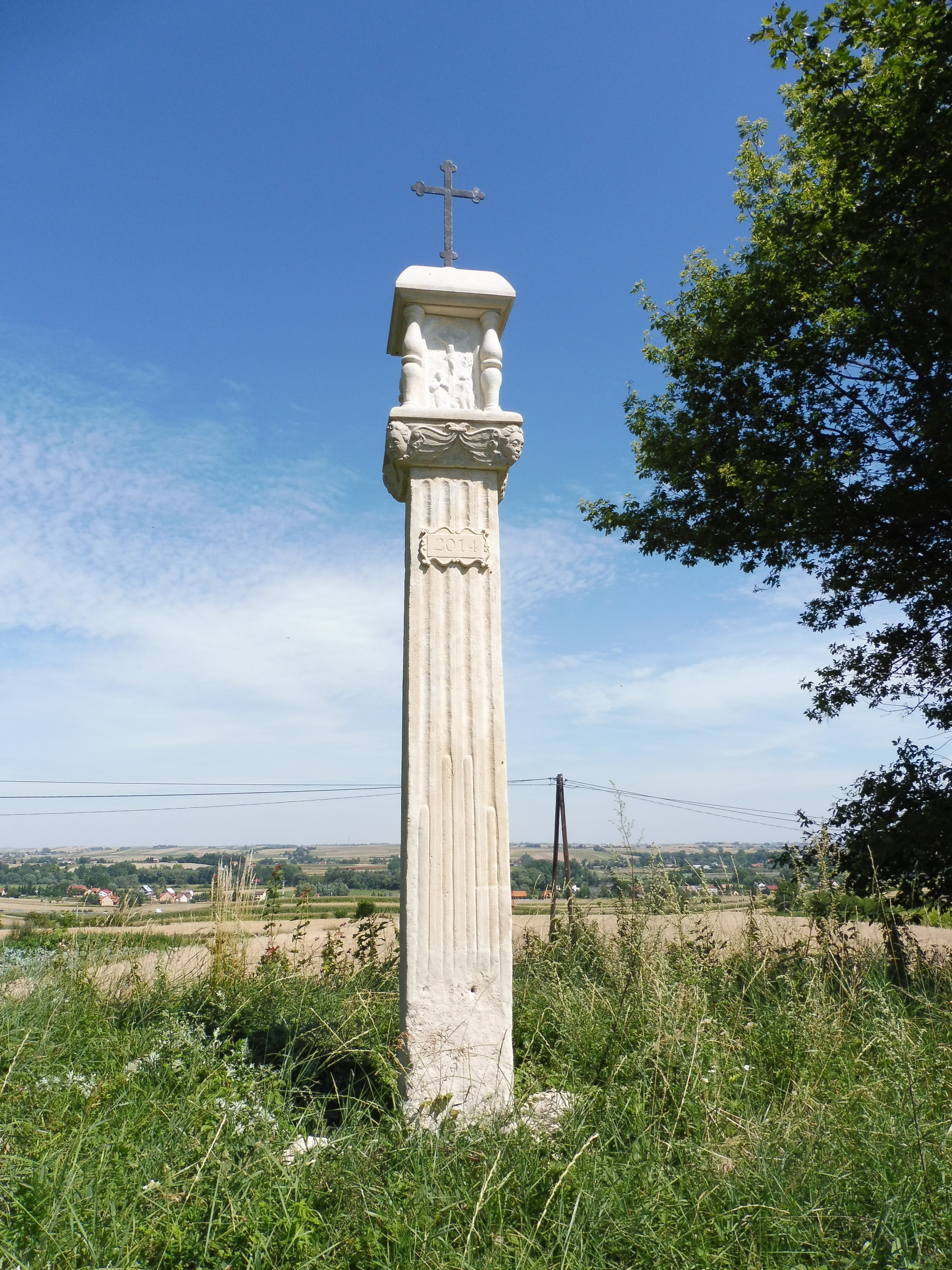
Figurka Boża Męka po odnowieniu 2014 r.

## Krzyż tzw.Biały Krzyżz XIX wieku
Biały Krzyż znajduje się przy skrzyżowaniu ul. Wiślanej i Wolności oraz ul. Biały Krzyż. Składa się z kamiennej kolumny, na jej szczycie ustawiony jest drewniany krzyż. Napis na kamiennym cokole częściowo nieczytelny, widoczna data 1837 rok, na odwrocie drewnianego krzyża tabliczka z datą 1915 rok.
Dawniej, na tym skrzyżowaniu dróg, znajdował się ziemny kurhan z poległymi polskimi żołnierzami z okresu Księstwa Warszawskiego, powstania listopadowego i powstania styczniowego. Na szczycie niego ustawiony był Biały Krzyż. Z końcem lat 50.XX wieku przy wykonywaniu prac drogowych, kurhan został zniszczony, a krzyż przestawiono o kilkanaście metrów.

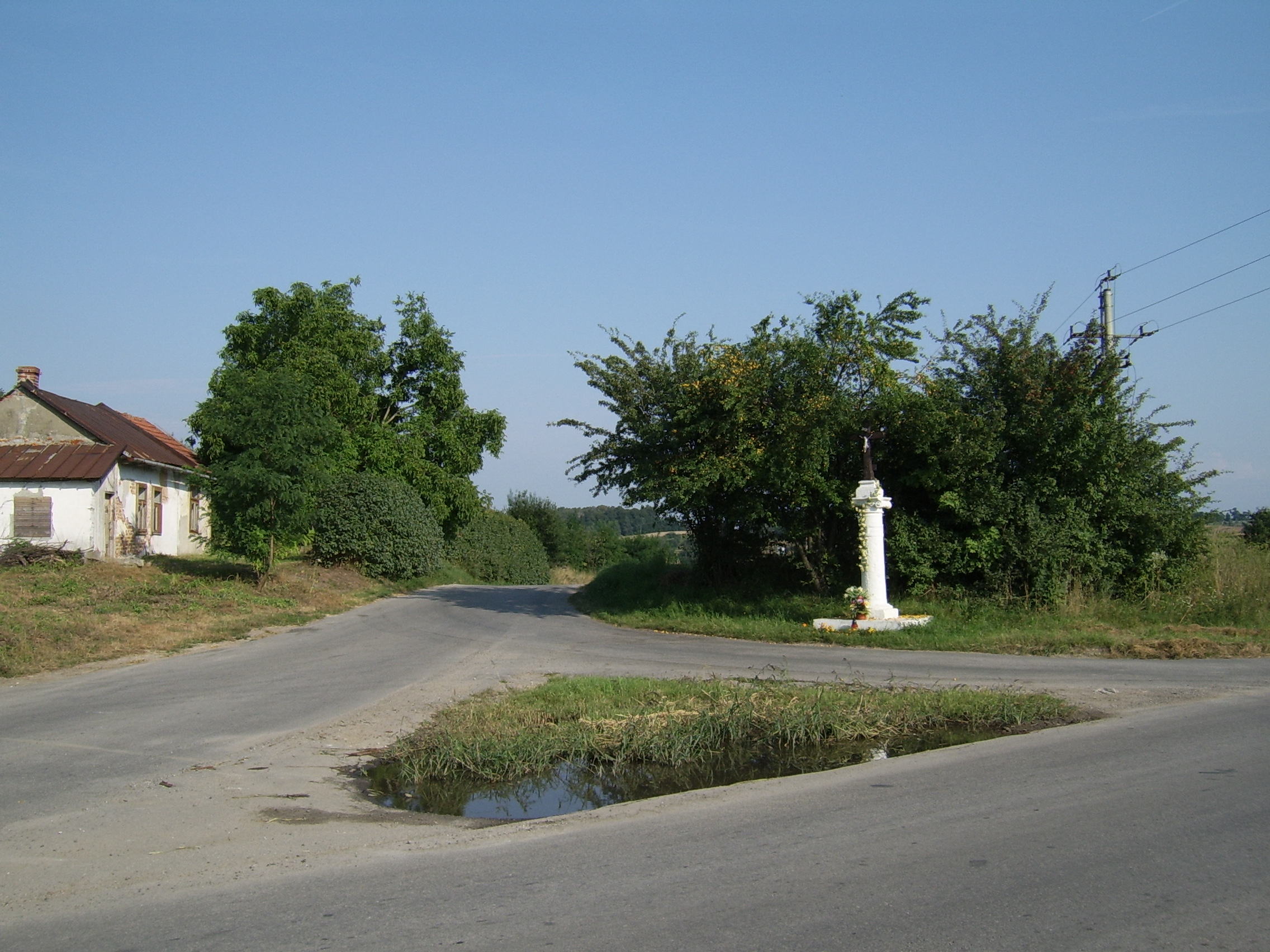
Biały Krzyż, widok ogólny
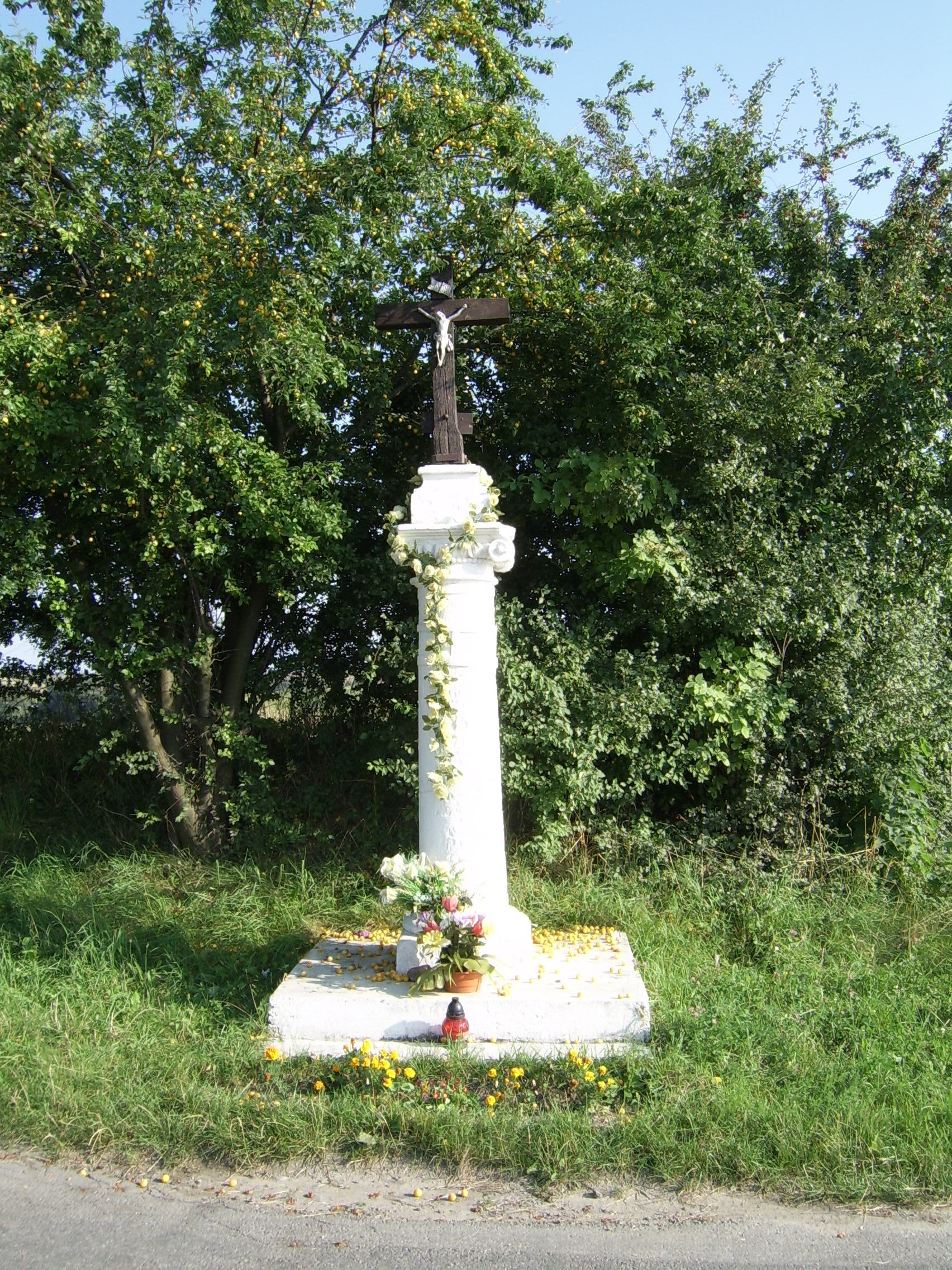
Biały Krzyż
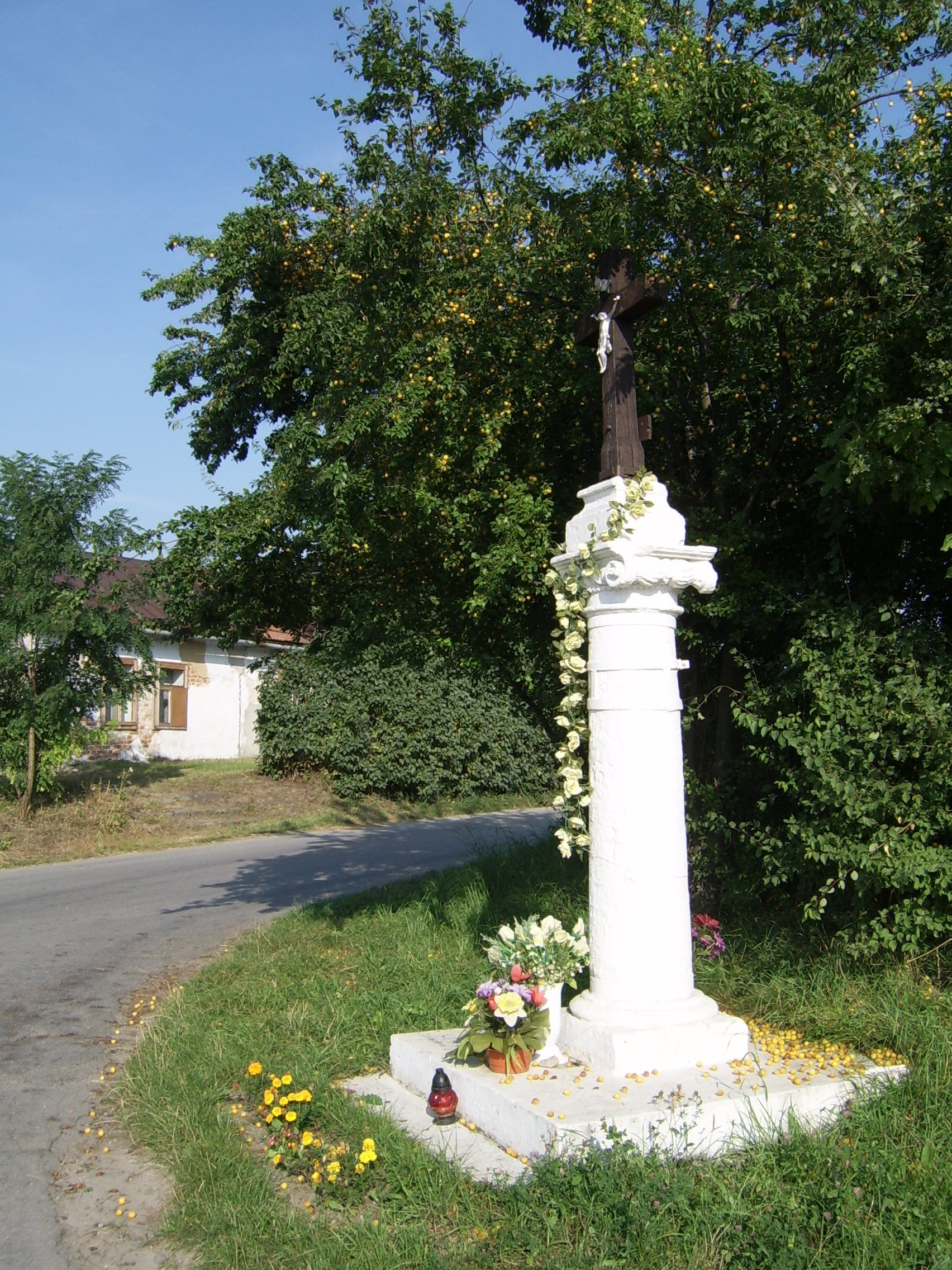
Biały Krzyż
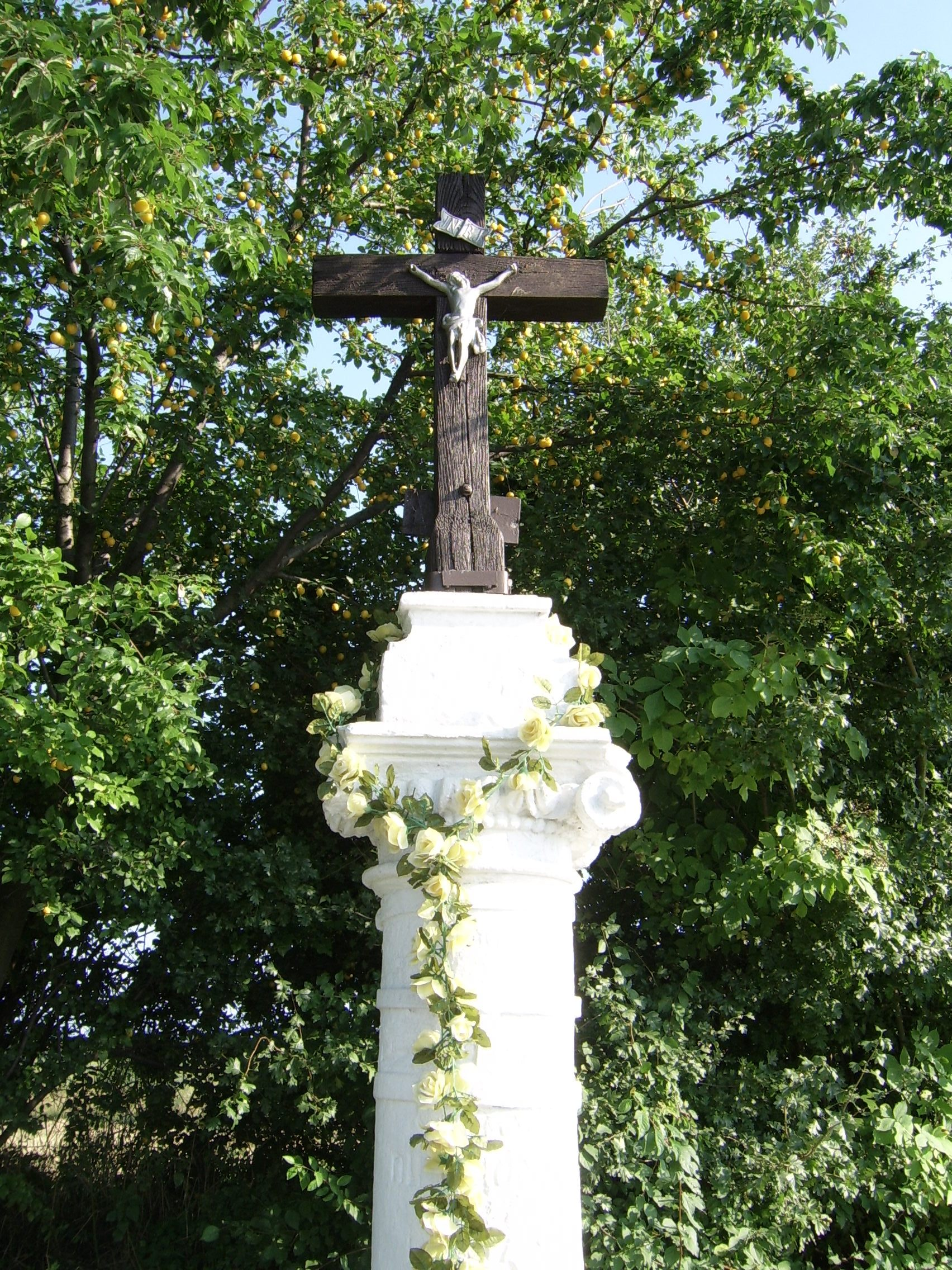
Biały Krzyż, drewniany krzyż
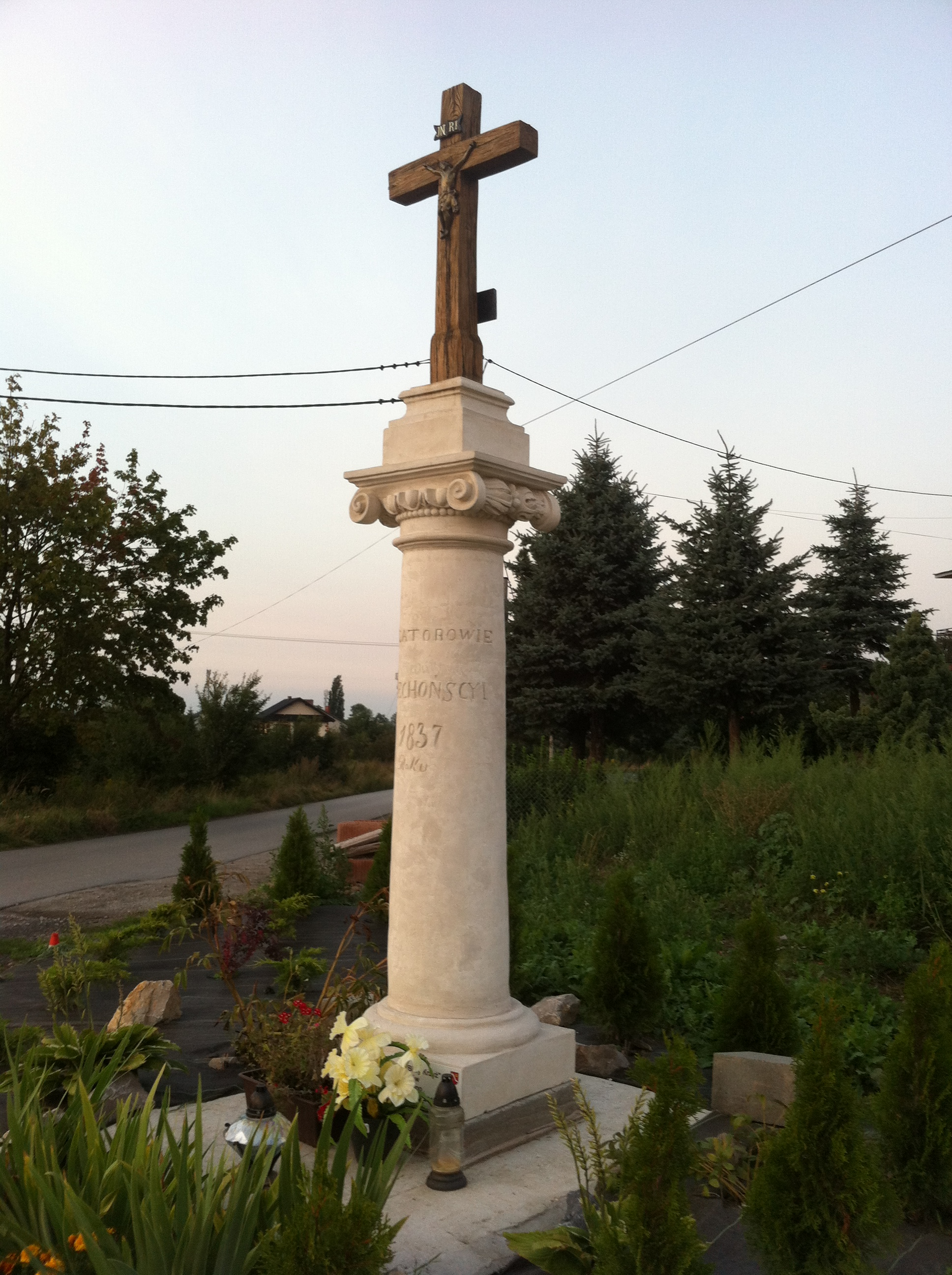
Biały Krzyż po odnowieniu

## Figura Jezusa Frasobliwego z XIX wieku
Figurka kamienna znajduje się przy ul.3 Maja, naprzeciwko dworca PKS. Przedstawia rzeźbę Jezusa Frasobliwego siedzącego na szczycie czworobocznego filara. Napis i data zatarły się, figurkę datuje się na II poł. XIX wieku (1860 rok). Ufundowana została w celu upamiętnienia powstań narodowych.

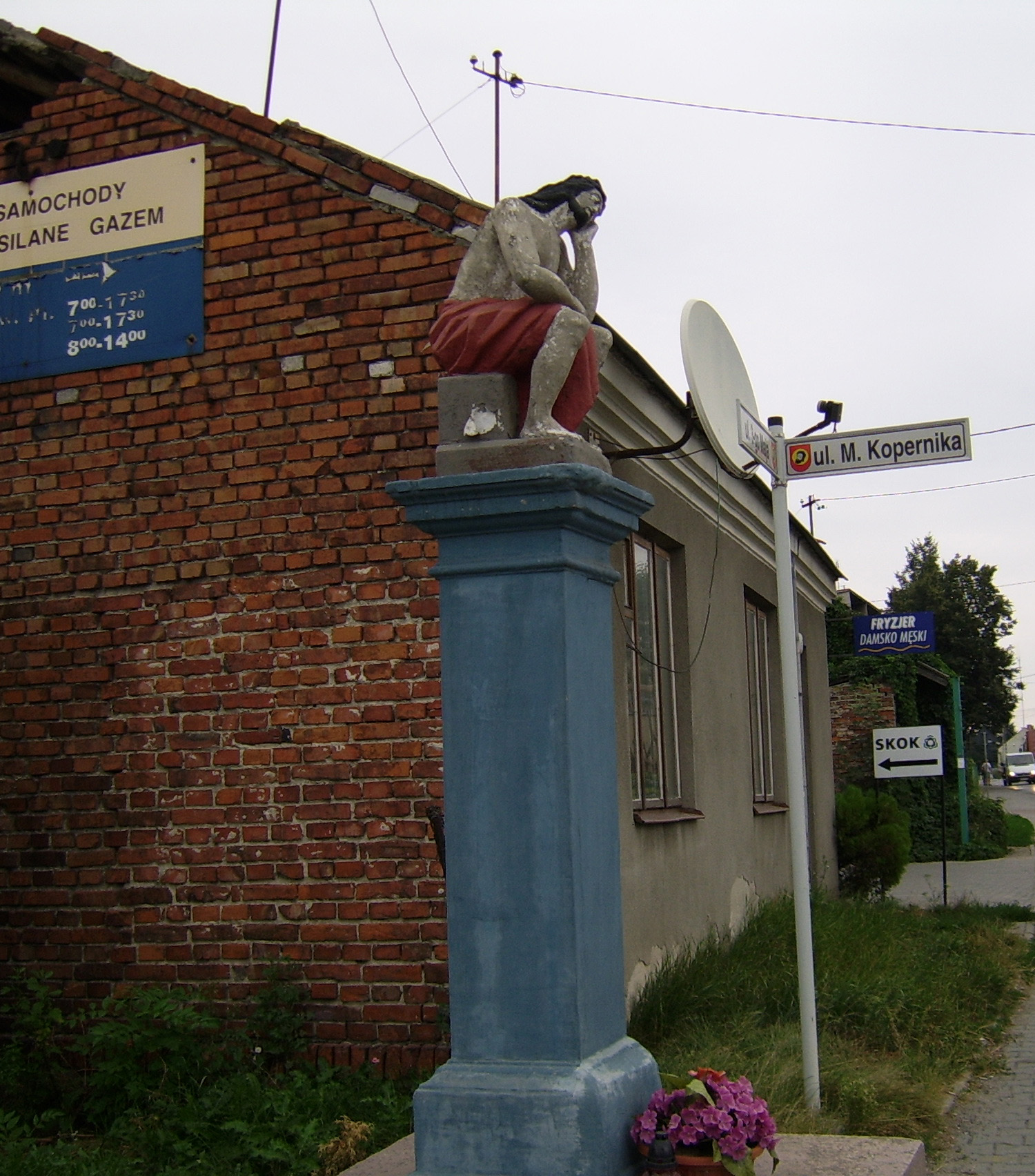
Figurka Jezusa Frasobliwego, widok ogólny
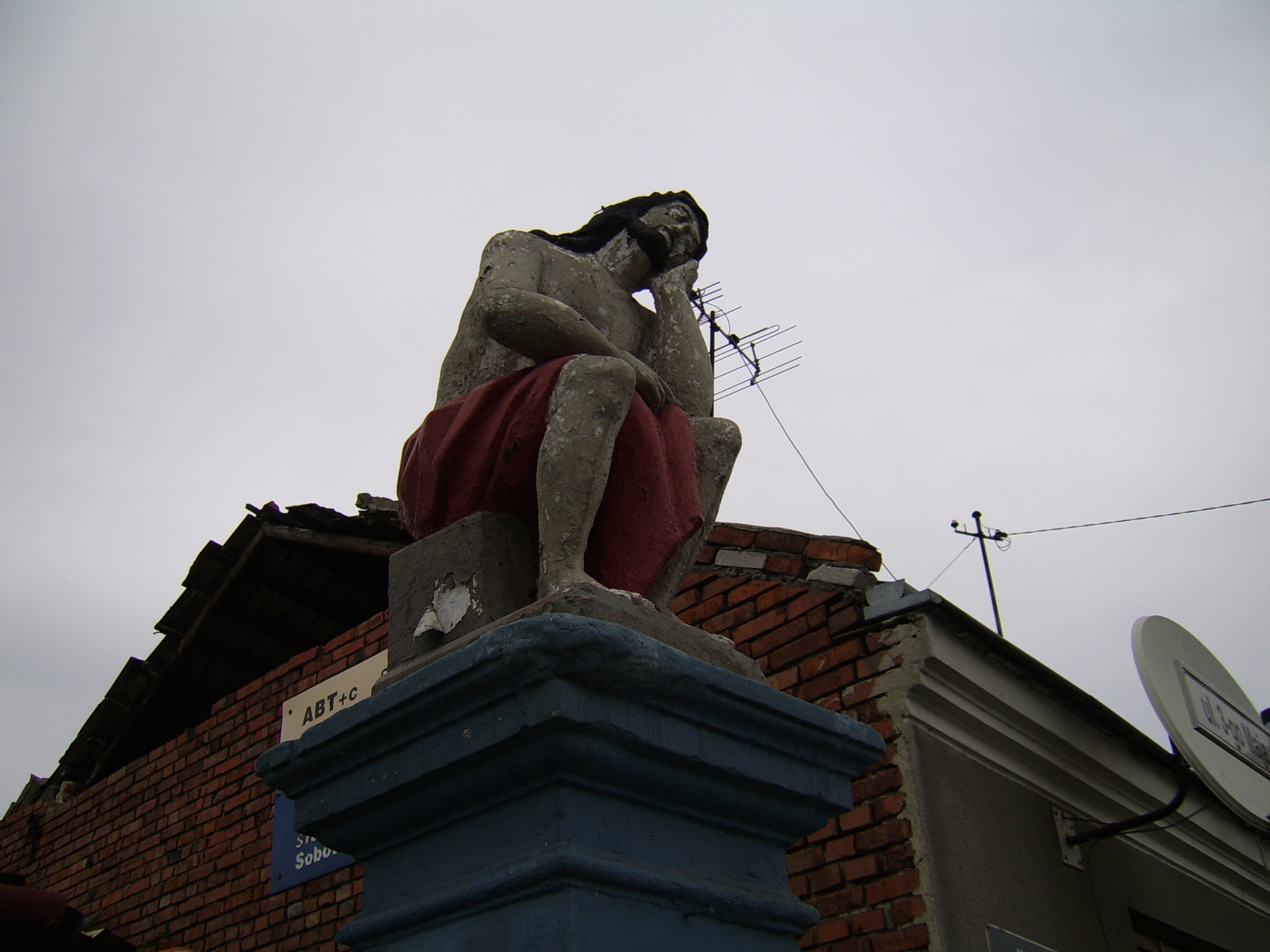
Figurka Jezusa Frasobliwego
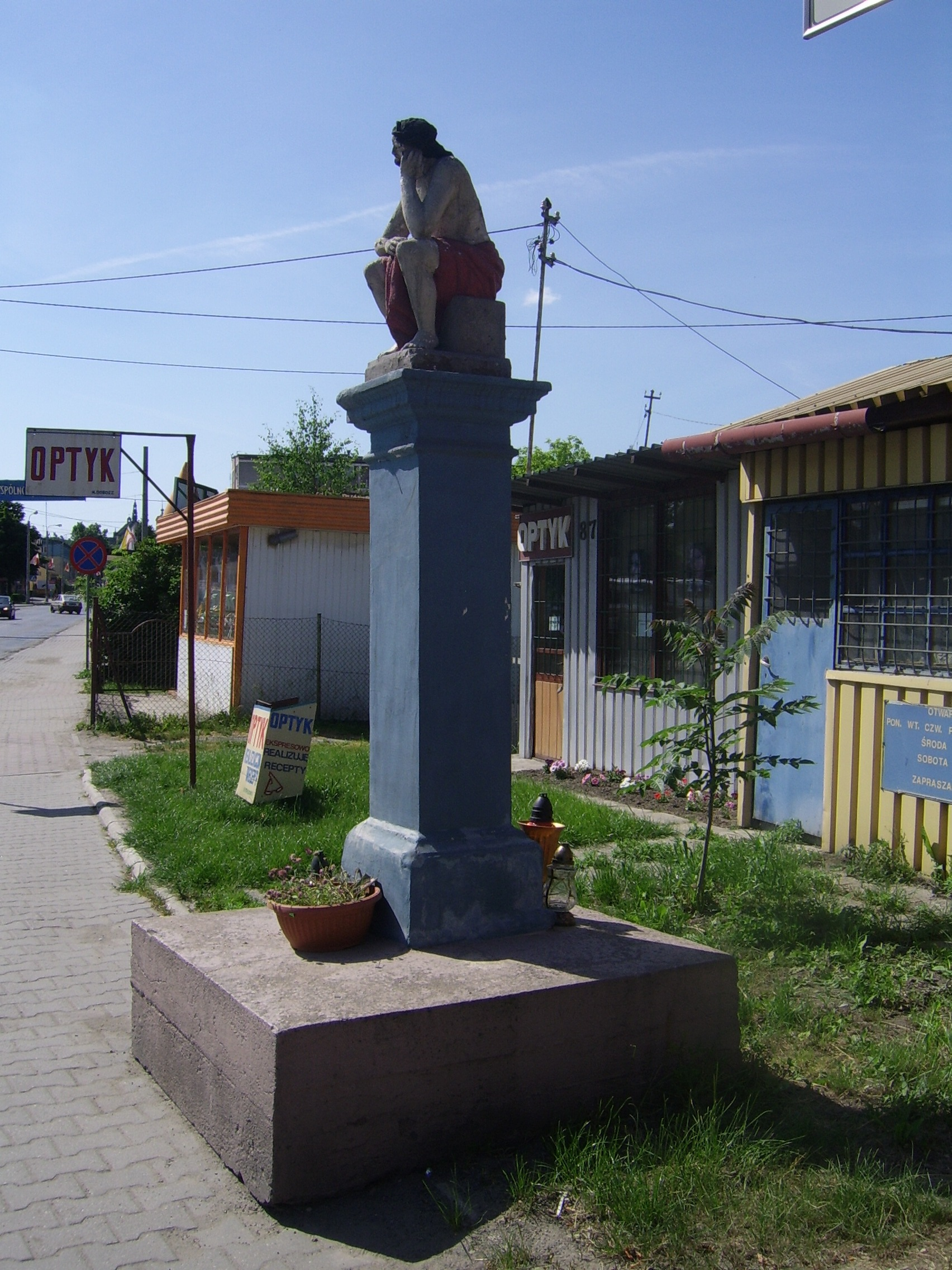
Figurka Jezusa Frasobliwego, widok ogólny
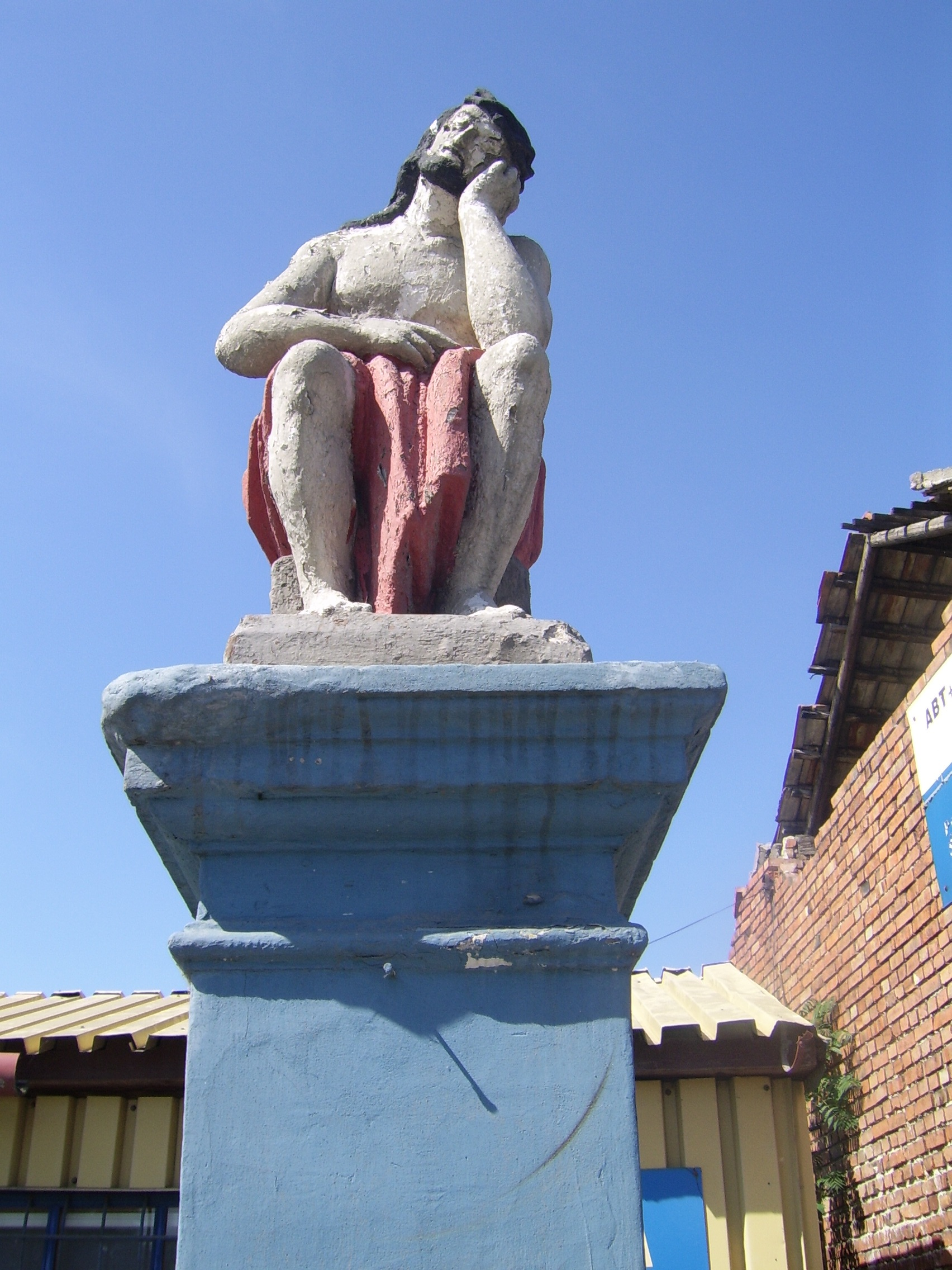
Figurka Jezusa Frasobliwego
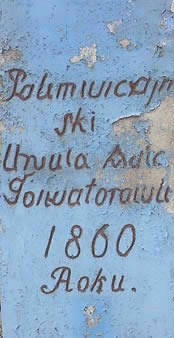
Figurka Jezusa Frasobliwego napis obecnie nieczytelny

## Krzyż drewnianyGrupa Ukrzyżowaniaz XIX wieku
Krzyż przydrożny, drewniany z bogatą dekoracja figuralną, znajduje się przy ul. Brodzińskiego. Ramiona krzyża otoczone daszkiem, na szczycie ażurowy krzyż żeliwny. Trzon krzyża drewniany, czworoboczny, bogato zdobiony, na ścianie frontowej płasko rzeźbione postacie świętych.
Na Grupę Ukrzyżowania składają się pełno plastyczne rzeźby: Chrystusa Ukrzyżowanego i stojących u jego stóp Matki Boskiej, św. Jana Ewangelisty oraz klęcząca postać dziecka. Jest to obiekt o szczególnej wartości zabytkowej z początku XIX wieku. 

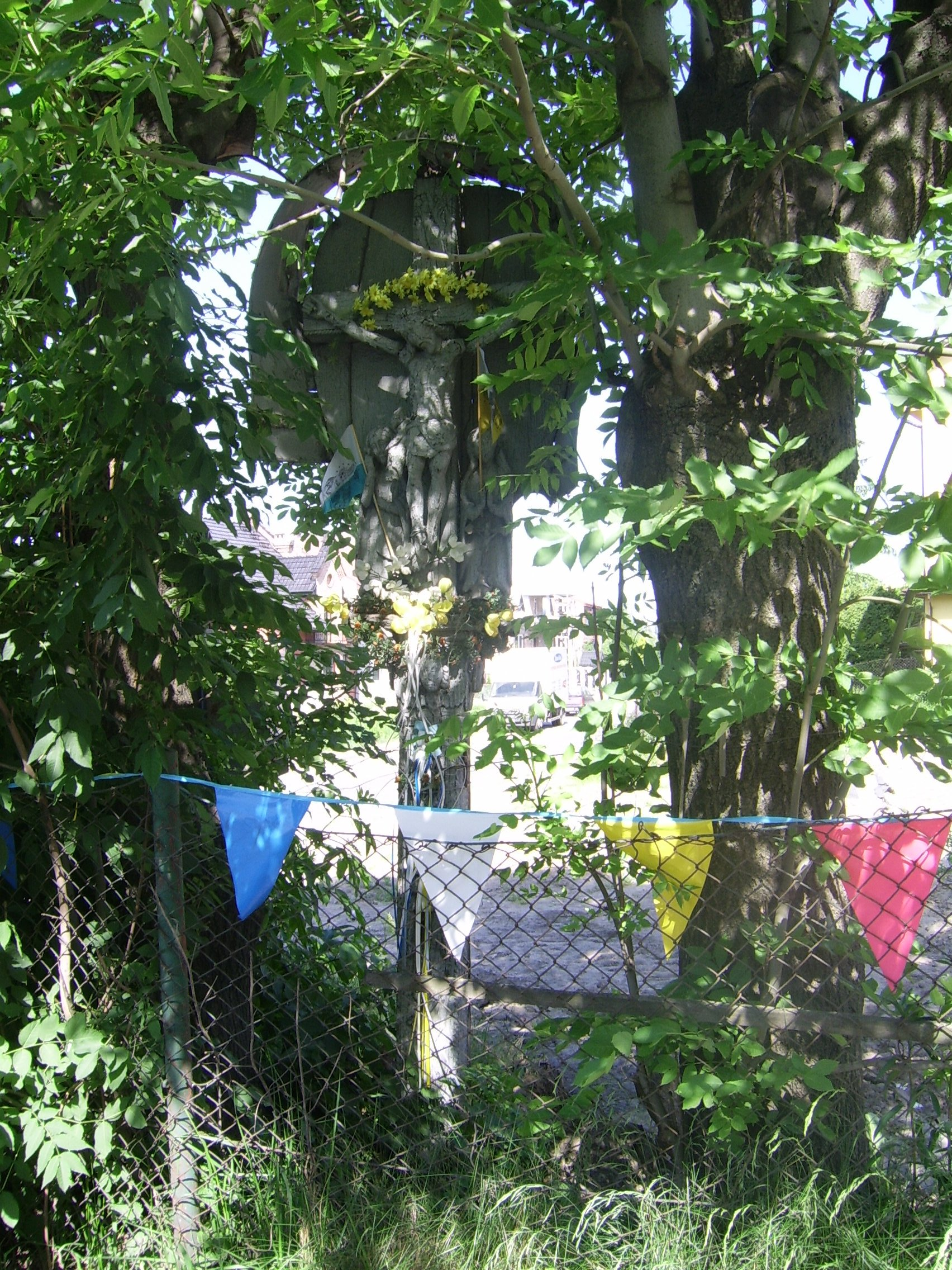
Krzyż drewniany, widok ogólny
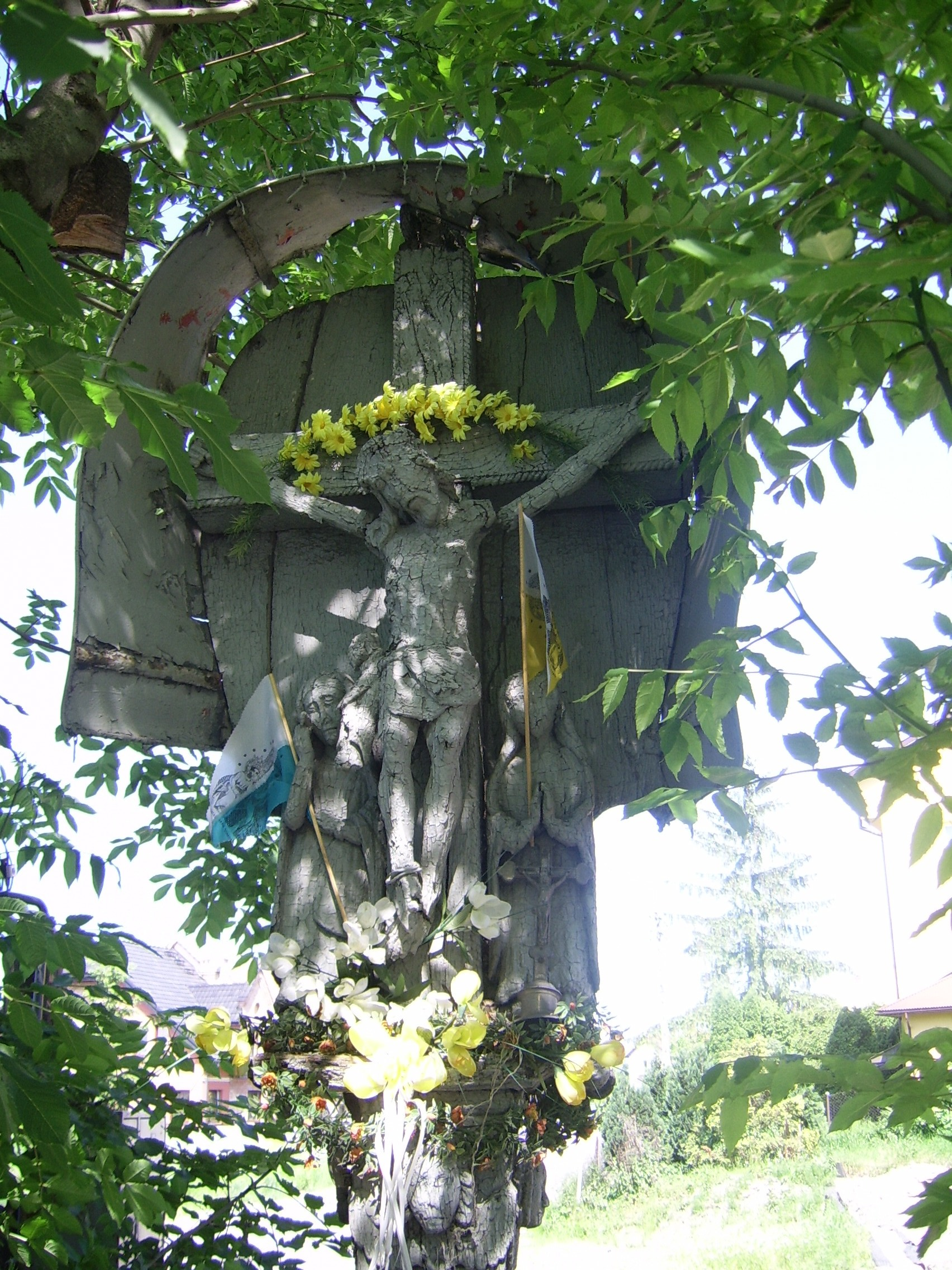
Krzyż drewniany, grupę ukrzyżowania
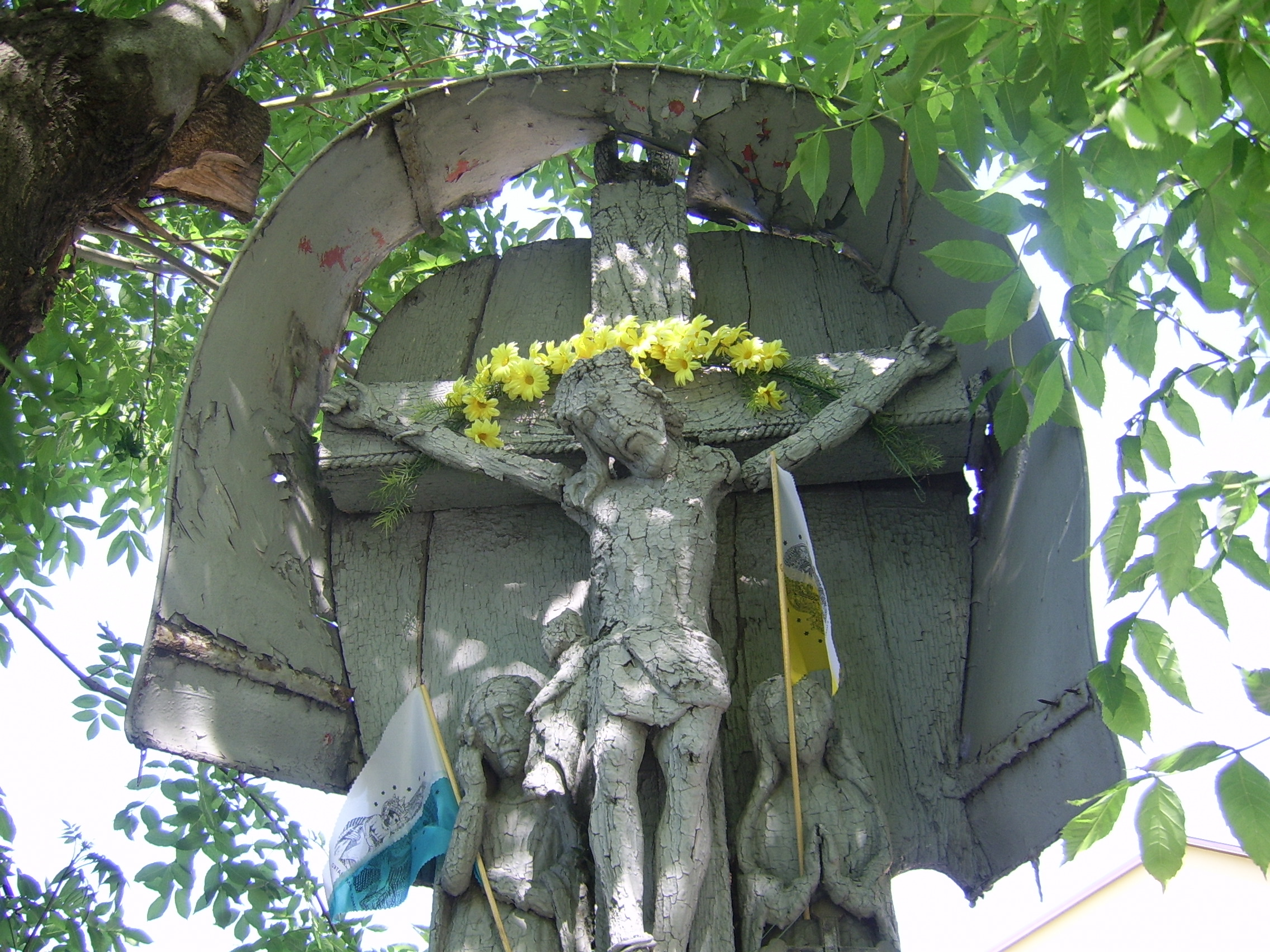
Krzyż drewniany, grupę ukrzyżowania
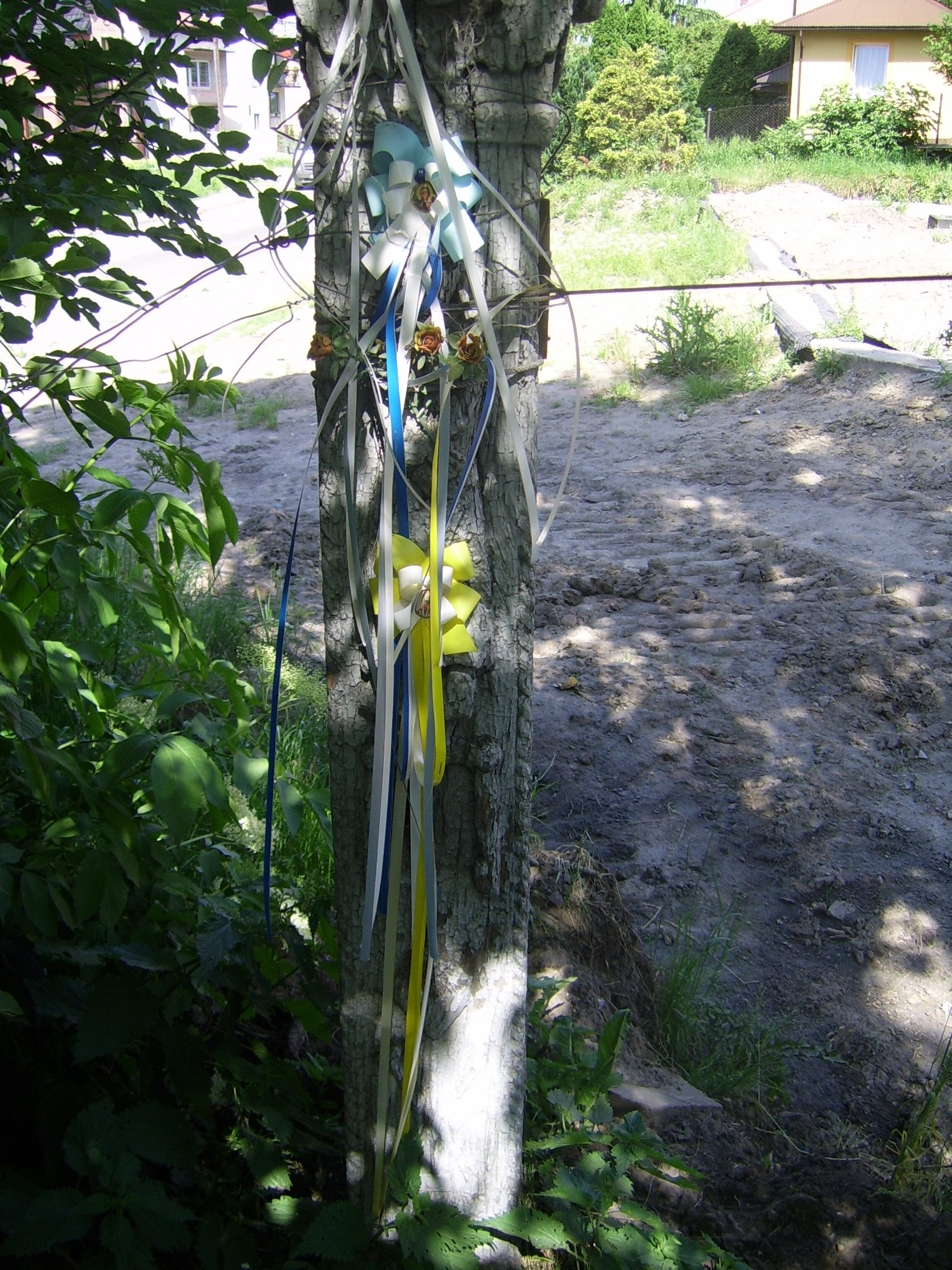
Krzyż drewniany, bogato zdobiony trzon

## Kapliczka Jezusa Frasobliwego z XIX wieku
Kapliczka Chrystusa Frasobliwego u zbiegu ulic Królewskiej i Racławickiej, fundacji rodziny Gądzikiewiczów - Czekajskich z 1834 roku, najprawdopodobniej jest wyrazem pamięci o poległych w powstaniu listopadowym. W latach 80.XX wieku dokonano kradzieży figurki Chrystusa. Ponadto, na skutek czasu i warunków atmosferycznych uległa rozpadowi górna część kapliczki. Rekonstrukcji figury Chrystusa dokonał artysta-rzeźbiarz Tadeusz Czekajski, staraniem rodziny fundatorów zgodnej z oryginałem.

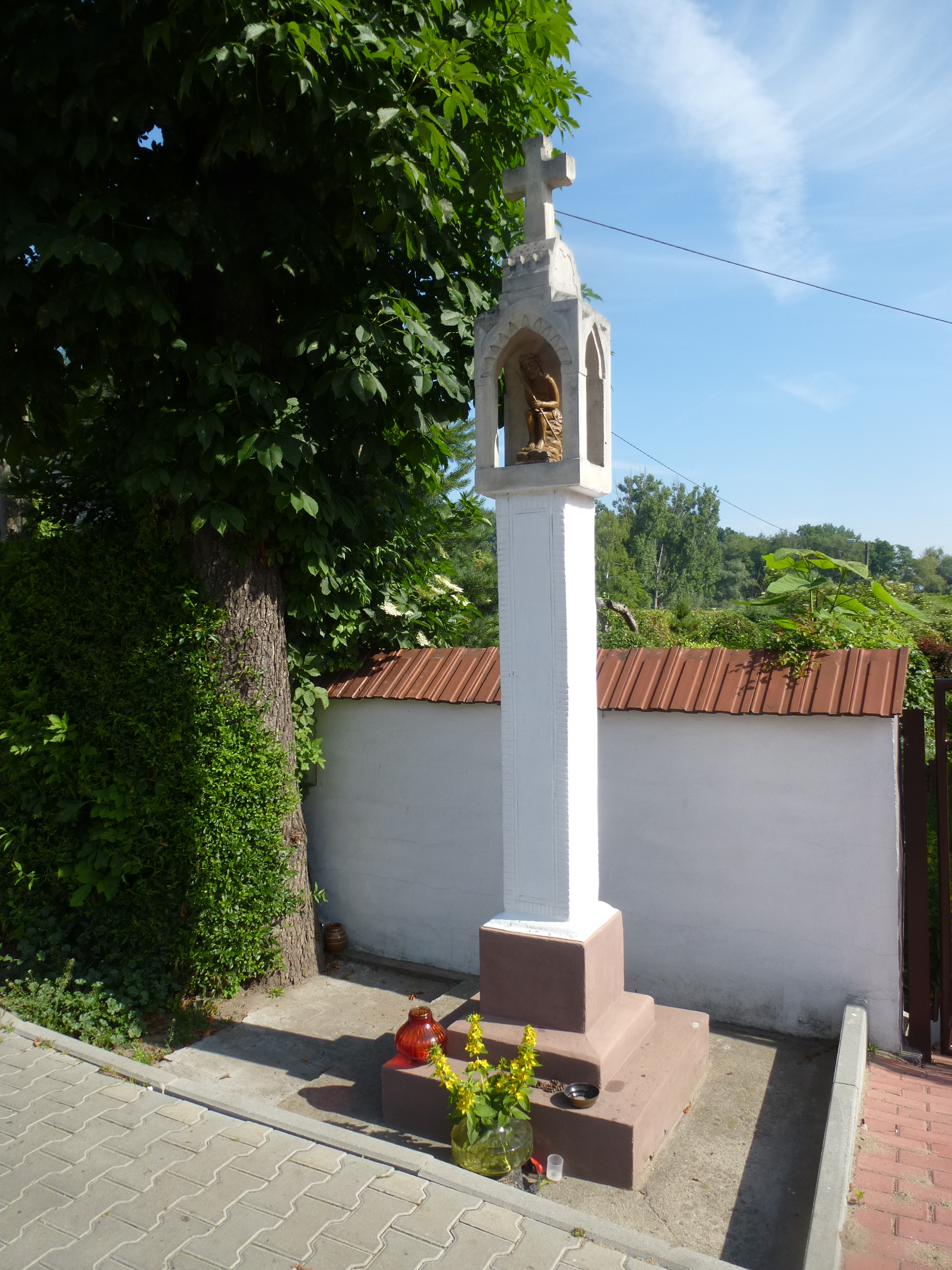
Kapliczka Jezusa Frasobliwego
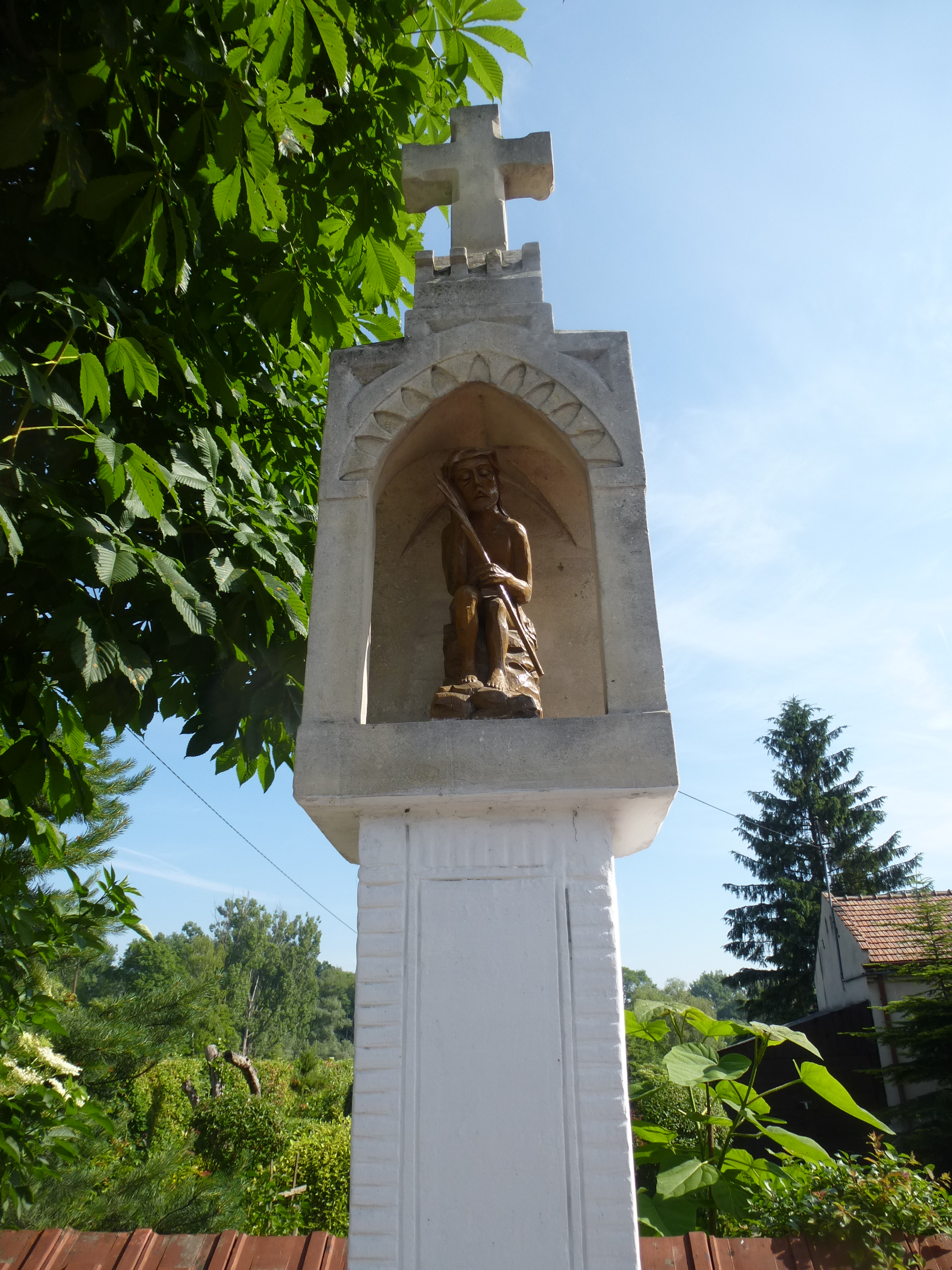
Kapliczka Jezusa Frasobliwego

## Figura z XIX wieku
Figura znajduje się przy skrzyżowaniu ul. Kosynierów i ul. Tadeusza Kościuszki. Składa się z kamiennej figury ustawionej na kamiennym postumencie. Napis na kamiennym cokole nieczytelny. 

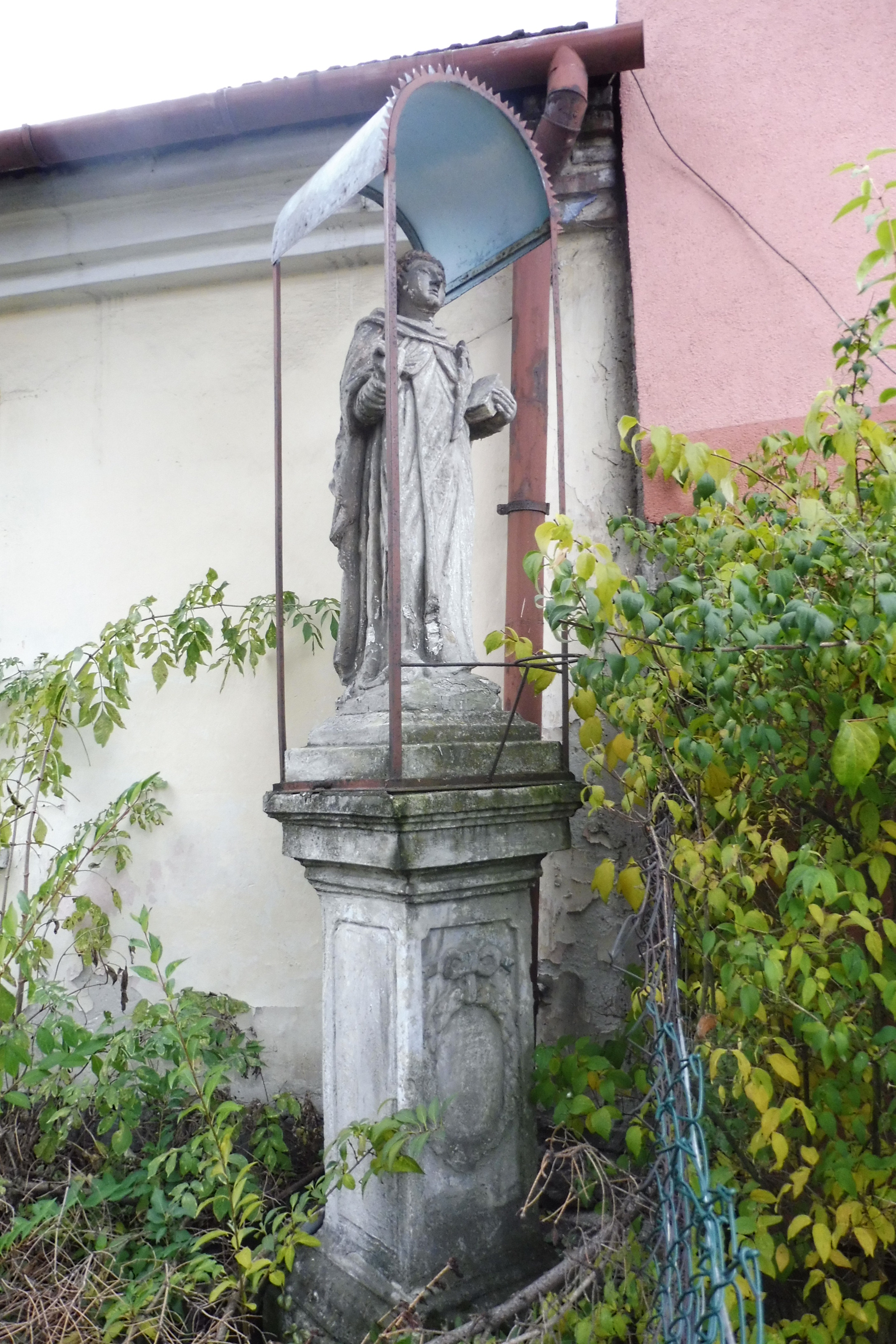
Figura
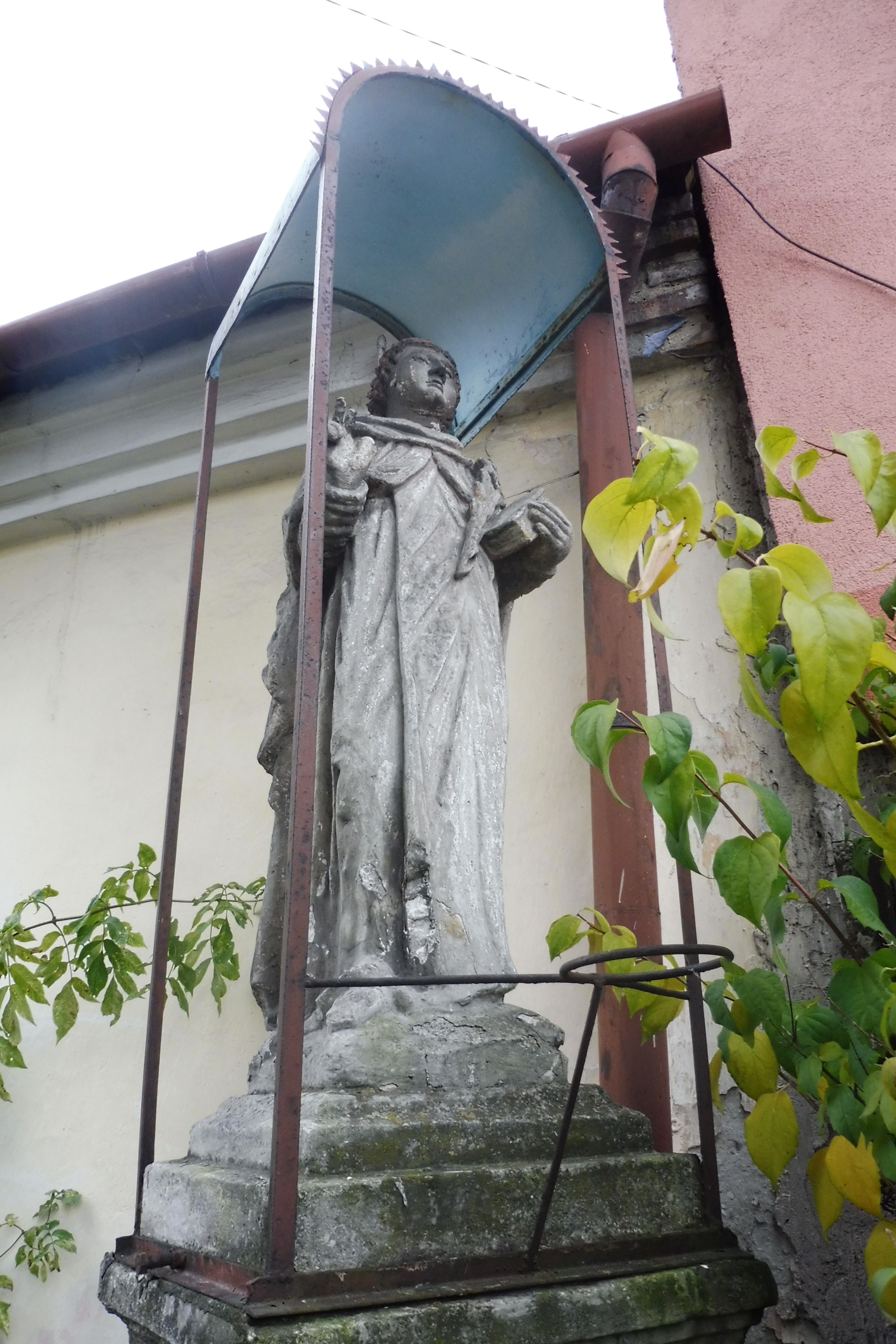
Figura

## Obiekty nie zachowane
- Kościół i szpital pw. św. Ducha - Jan Sacranus z Oświęcimia, profesor teologii i kanonik krakowski, w 1502 roku, na otrzymanej od króla Aleksandra Jagiellończyka parceli ufundował drewniany przytułek – szpital dla biednych i kaplice szpitalny pw. św. Ducha. Z dekretu Kazimierskiego z 1595 roku wynika, że na przedmieściu Proszowic stała kaplica pod tytułem św. Ducha, erygowana na prawie patronatu. W poł. XVIII wieku kościółek został rozebrany, a w 1764 roku dzięki nakładom Tomasza Łakomskiego, wójta proszowskiego i Ludwika Choderskiego, prepozyta szpitalnego, wzniesiono nowy, też z drewna, przy której wydzielono miejsce na cmentarz. Wizytatorzy z XVIII wieku mówią już wyraźnie o kościele szpitalnym pod wezwaniem św. Ducha. Tak więc kaplica prawdopodobnie z czasem została przekształcona w kościółek. Szpital i kościół rozebrano zapewne w poł. XIX wieku. Dziś na tym miejscu wznosi się budynek Starostwa i Urzędu Miasta i Gminy.
- Ratusz drewniany - stał na Rynku, istniał w wiekach XV – XIX, wielokrotnie niszczony i przebudowywany. Akt z 1490 roku wymienia ratusz oraz wagę miejską. W XVI wieku musiał być to budynek obszerny i okazały, ponieważ tam przenoszono obrady sejmików szlacheckich, które usuwano z kościoła ze względu na burdy i tumult. Uległ spaleniu w 1651 roku, niedługo ponownie zniszczony czasie wojny ze Szwecją w 1655 roku. Po potopie został odbudowany, też drewniany, zapewne w zmienionej i skromniejszej formie niż dotychczas. Ostatecznie rozebrany około poł. XIX wieku wraz z wagą miejską i jatkami.
- Dwór i folwark królewski - który istniał w wiekach XIV – XIX. Zabudowa drewniana, wielokrotnie niszczony i przebudowywany. Po folwarku nie zachował się żaden ślad.
- Kurhan na cmentarzu parafialnym z ustawionym na nim słupem z 1551 roku - była to mogiła o wysokości 70 cm, znajdująca się na cmentarzu parafialnym miasta przy głównym przejściu biegnącym wzdłuż ogrodzenia, równolegle do drogi w odległości 22 kroków na lewo od bramy. Na jej szczycie ustawiony był renesansowy słup z piaskowca o przekroju kwadratowym 37 x 37 cm, bliźniaczo podobny do słupa Bożej Męki tylko z datą na nim wcześniejszą Anno 1551. Po zlikwidowaniu cmentarza przy kościele parafialnym pw. WNMP i św. Jana Chrzciciela w końcu XVIII w., cmentarz został przeniesiony pod kaplicę pw. św. Trójcy (za miastem przy gościńcu krakowskim), później w II ćw. XIX wieku nowy cmentarz założono jeszcze dalej, w miejsce gdzie znajduje się on obecnie. Wówczas w obręb cmentarz wszedł kurhan z renesansowym słupem. Opis z 1930 roku przedstawiał mogiłę zrównaną z ziemią, słup powalony zarośnięty trawą. Obecnie po mogile i słupie nie pozostał żaden ślad.
- Małomiasteczkowa drewniana zabudowa - Rynku i innych ulic proszowskich m.in. domy podcieniowe, oraz inne budynki m.in. młyny wodne nad Szreniawą.